# 戸塚駅

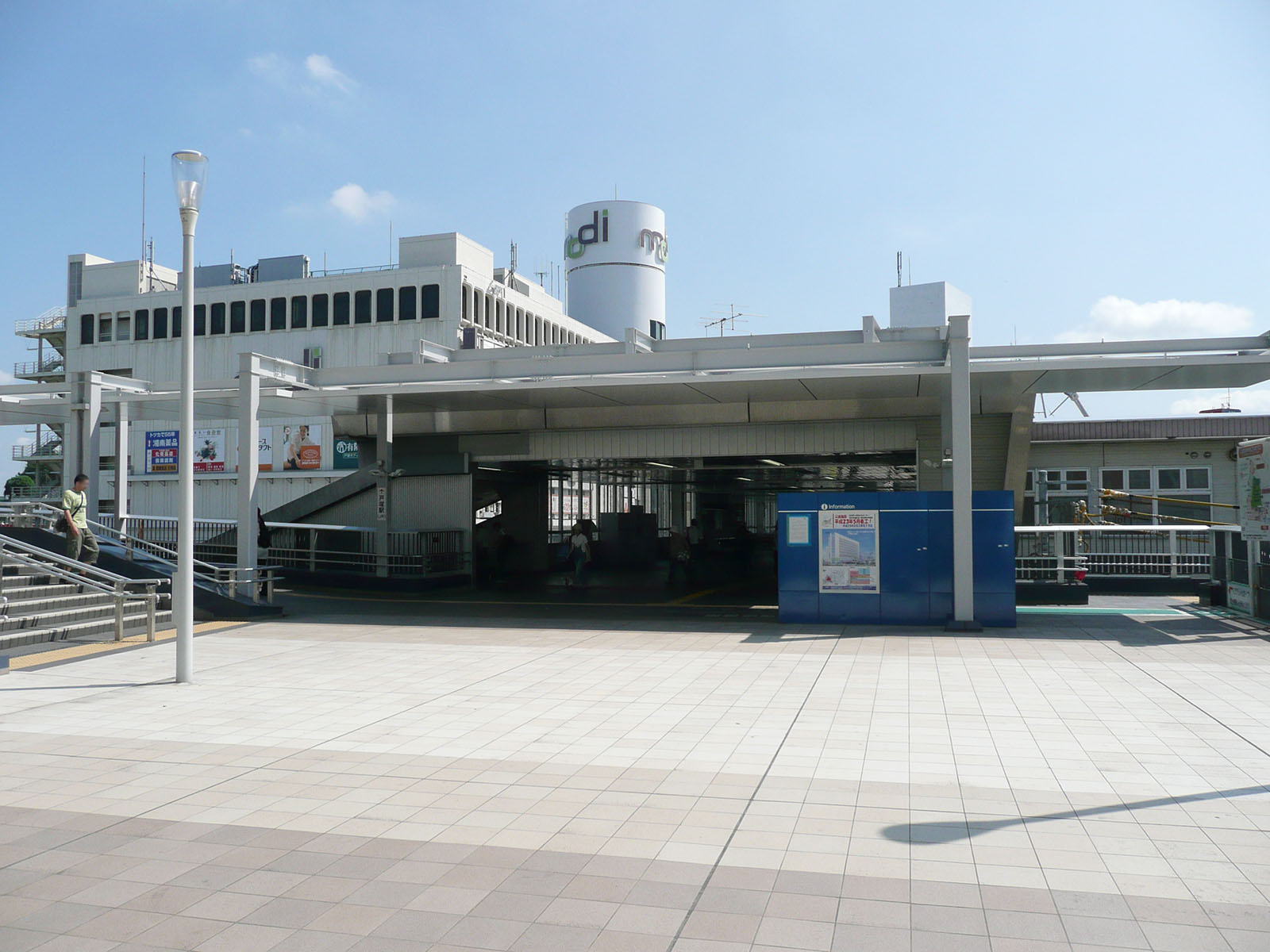
橋上西口（2011年8月）

戸塚駅（とつかえき）は、神奈川県横浜市戸塚区戸塚町にある、東日本旅客鉄道（JR東日本）・横浜市交通局（横浜市営地下鉄）の駅である。

## 概要
横浜市戸塚区の中央部、東海道（国道1号）の戸塚宿のほぼ中心に位置し、駅周辺は横浜市南西部の商業・行政の中核になっている。西口と東口の間は、地下1階の自由通路と、2階のペデストリアンデッキでつながっており、24時間自由に行き来することができる。
また、当駅周辺地区は横浜市における主要な生活拠点（旧：副都心）に指定されている
詳細は、駅周辺の項で後述する。

## 乗り入れ路線
JR東日本の各線（後述）と、横浜市営地下鉄のブルーライン（1号線）の合計4路線が乗り入れる接続駅となっている。
- JR東日本：各線（後述） - スリーレターコード「TTK」が与えられている。
- 横浜市交通局： 横浜市営地下鉄ブルーライン - 駅番号はB06。

JR東日本の駅に乗り入れる路線は、線路名称上では東海道本線のみであるが、運転系統としては以下の3系統が停車する。それぞれ専用の線路が割り当てられており、当駅以東（東京方面）では停車駅および経路が異なっている。また、当駅はこれら各系統同士の乗換駅（対面乗り換え）としての役割を果たしている。
- 東海道線：東海道本線大船駅以西の藤沢駅・小田原駅方面に直通する中距離電車（湘南電車）。東京駅発着系統と、東京駅・上野駅経由で宇都宮線・高崎線に直通する上野東京ラインが乗り入れ、下り普通列車は東海道本線の各駅に停車する - 駅番号はJT 06。
- 横須賀・総武快速線：東海道本線支線（品鶴線）を経て、下り列車は大船駅より線路名称上の横須賀線を走る。上り列車は横浜駅まで各駅に停車する緩行線としての役割を果たすとともに、多くの列車が東京駅を経由し総武本線へ直通する - 駅番号はJO 10。
- 湘南新宿ライン：品鶴線を経て、当駅から西大井駅まで横須賀線と同一の線路を使用し、新宿駅経由で東海道線と高崎線間、横須賀線と宇都宮線間をそれぞれ直通する - 駅番号はJS 10。

また当駅は特定都区市内制度における「横浜市内」に属するが、東海道本線においては当駅がその西限となる。

## 歴史
- 1887年（明治20年）7月11日：国鉄東海道本線の横浜 - 国府津間開通と同時に開業[1]。旅客・貨物の取り扱いを開始[1]。横須賀線開業後は横須賀線直通列車も停車。

東海道の宿場である戸塚の地に開設された。当初は旧宿場町側の西口が多く利用されたが、戸塚競馬の開催とともに東口も次第に賑わうようになった。
- 1927年（昭和2年）- 1929年（昭和4年）：鶴見駅 - 横浜駅間6線化、横浜駅 - 平塚駅間複々線化により貨客分離。
- 1930年（昭和5年）3月15日：横須賀線の電車化、東海道線は当駅を全列車通過となる[2]。
- 1932年（昭和7年）：戸塚競馬場開設。
- 1937年（昭和12年）：戸塚競馬の開催に伴い、東口を開設。
- 1939年（昭和14年）7月27日：日本光学工場裏手の駅構内線路内で、同社社員約500人が同僚の見送りを行っていたところに準急列車が進入。15人が死傷[3]。
- 1954年（昭和25年）：戸塚競馬場廃止、川崎競馬場へ移転。
- 1969年（昭和44年）3月26日：橋上駅が完成[4]。
- 1970年（昭和45年）5月1日：貨物の取り扱いを廃止[1]。
- 1979年（昭和54年）10月1日：東海道貨物線 鶴見 - 横浜羽沢 - 当駅間が開通。
- 1980年（昭和55年）10月1日：戸塚駅 - 大船駅間6線化により東海道本線と横須賀線が分離運転（SM分離）され、東海道線普通列車の当駅停車が復活。現在のホーム配置となる。
- 1985年（昭和60年）3月14日：手荷物取り扱いを廃止[1]。
- 1987年（昭和62年）
  - 4月1日：国鉄分割民営化により東日本旅客鉄道の駅となる[1]。鶴見駅から横浜羽沢駅を経由する支線の終点が、戸塚駅から東戸塚駅に変更される。
  - 5月24日：横浜市営地下鉄の駅が仮設駅として開業[5]。ホームが4両分しか設けられず、後部2両の扉をドアカットしていた[6]。
- 1989年（平成元年）8月27日：横浜市営地下鉄の駅が本設置となり、ドアカットは廃止[6]。
- 1993年（平成5年）
  - 5月26日：JR東日本の橋上改札に自動改札機を設置し、供用開始[7]。
  - 6月9日：JR東日本の地下改札に自動改札機を設置[7]。
- 1999年（平成11年）8月29日：横浜市営地下鉄 当駅 - 湘南台間開業[8][9]。延伸により中間駅となる。
- 2001年（平成13年）
  - 11月18日：JR東日本でICカード「Suica」の利用が可能となる。
  - 12月1日：湘南新宿ライン運転開始。成田エクスプレスの停車駅となる。
- 2004年（平成16年）10月16日：湘南新宿ラインの増発により新設された「特別快速」の停車駅となる。
- 2007年（平成19年）
  - 3月18日：快速「アクティー」の停車駅となる。横浜市営地下鉄でICカード「PASMO」の利用が可能となる。
  - 8月18日：横浜市営地下鉄でホームドアの使用開始。
- 2012年（平成24年）4月10日：docomo Wi-Fiによる公衆無線LANサービス開始。
- 2015年（平成27年）7月18日：横浜市営地下鉄のダイヤ改正により、快速の停車駅となる[10]。

## 駅構造

### JR東日本
島式ホーム2面4線を有する地上駅。
横浜統括センターの直営駅で、管理駅として東戸塚駅を管理下に置いている。改札口は橋上と地下の2ヶ所にあり、それぞれ東口・西口の両側への出入口へ通じている。ホームの大船寄りは柏尾川を跨いでいる。ホームは2020年度に嵩上げされた。1・2番線ホームの脇には東海道貨物線の線路があるがホームはない。なお、橋上改札にはお客さまサポートコールシステムが導入されており、終日改札係員は不在となっている。
東海道本線と横須賀線は方向別配線となっており、同一ホームで相互に対面乗り換えができる。上野東京ラインと湘南新宿ライン相互の対面乗り換え可能な駅は、東北本線区間を含めて当駅が唯一（年末年始終夜運転時の大宮駅を除く）。終電同士以外では駅や指令から特別な指示がない限り接続を取らない。
湘南新宿ラインの東海道線直通列車、新宿方面発着の東海道線特急列車（当駅通過）は、大船方で東海道線に転線する。特急「鎌倉」など、横浜駅を東海道線ホームに発着する横須賀線直通列車は、大船方で横須賀線に転線する。
特急「成田エクスプレス」が当駅に停車するが、それ以外の特急列車は当駅を通過している。ただし、臨時で運転される特急（「日光」など）は例外として当駅に停車することがある。
2021年3月のダイヤ改正で通勤快速が廃止となり、当駅はすべての快速・普通列車が停車するようになった。

#### のりば

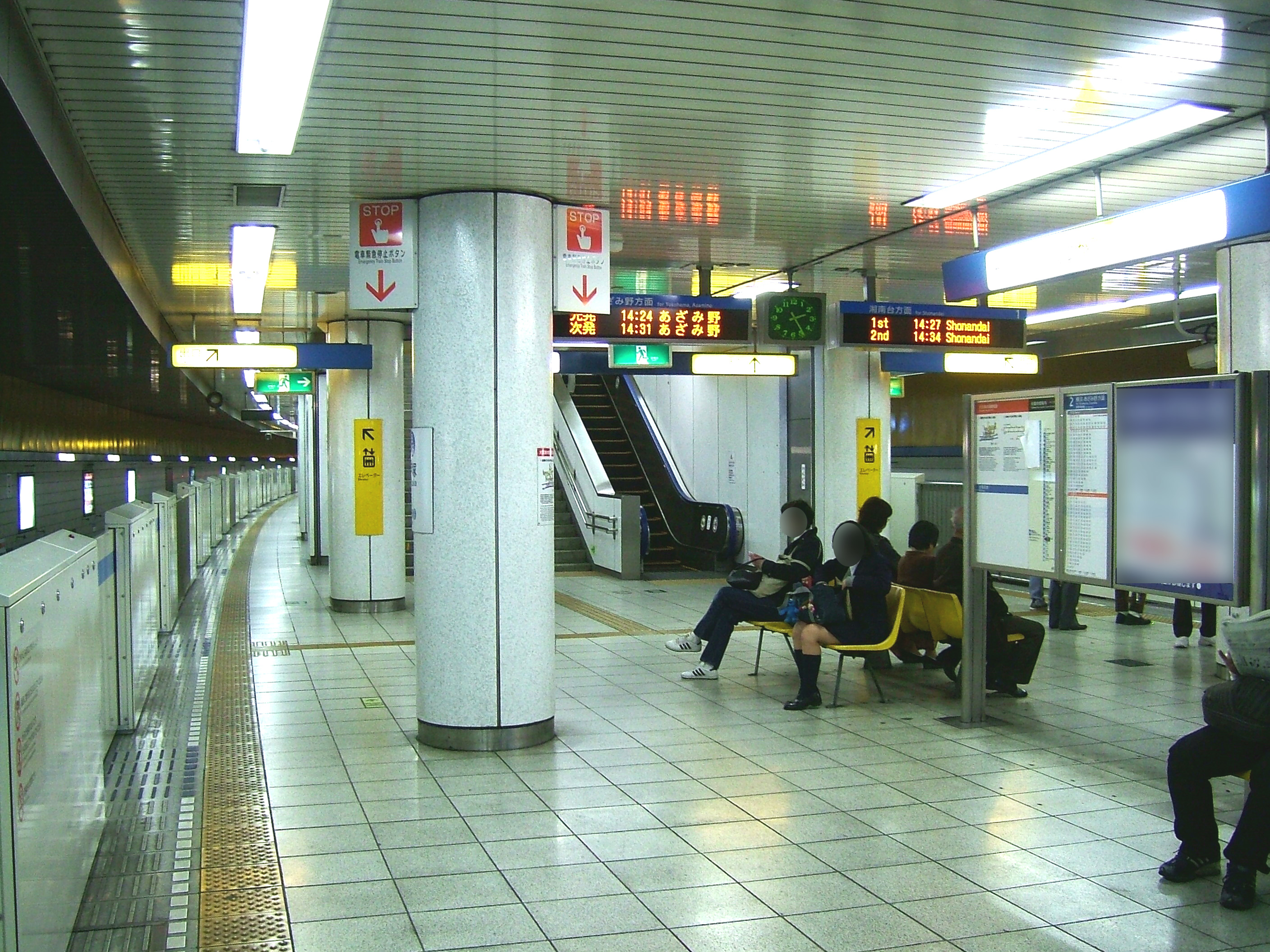
ホーム（2008年3月）

| 番線 | 路線                   | 方向 | 行先                                                 |
| ---- | ---------------------- | ---- | ---------------------------------------------------- |
| 1    | 横須賀・総武線（快速） | 上り | 横浜・品川・東京・千葉方面 ■特急「成田エクスプレス」 |
| 1    | 湘南新宿ライン         | 北行 | 渋谷・新宿・大宮方面                                 |
| 2    | 東海道線               | 上り | 横浜・川崎・品川・東京・上野方面                     |
| 2    | 上野東京ライン         | 上り | 横浜・川崎・品川・東京・上野方面                     |
| 3    | 東海道線               | 下り | 大船・小田原・熱海方面                               |
| 4    | 横須賀線               | 下り | 大船・鎌倉・久里浜方面                               |
| 4    | 湘南新宿ライン         | 南行 | 藤沢・平塚・小田原方面                               |

（出典：JR東日本:駅構内図）

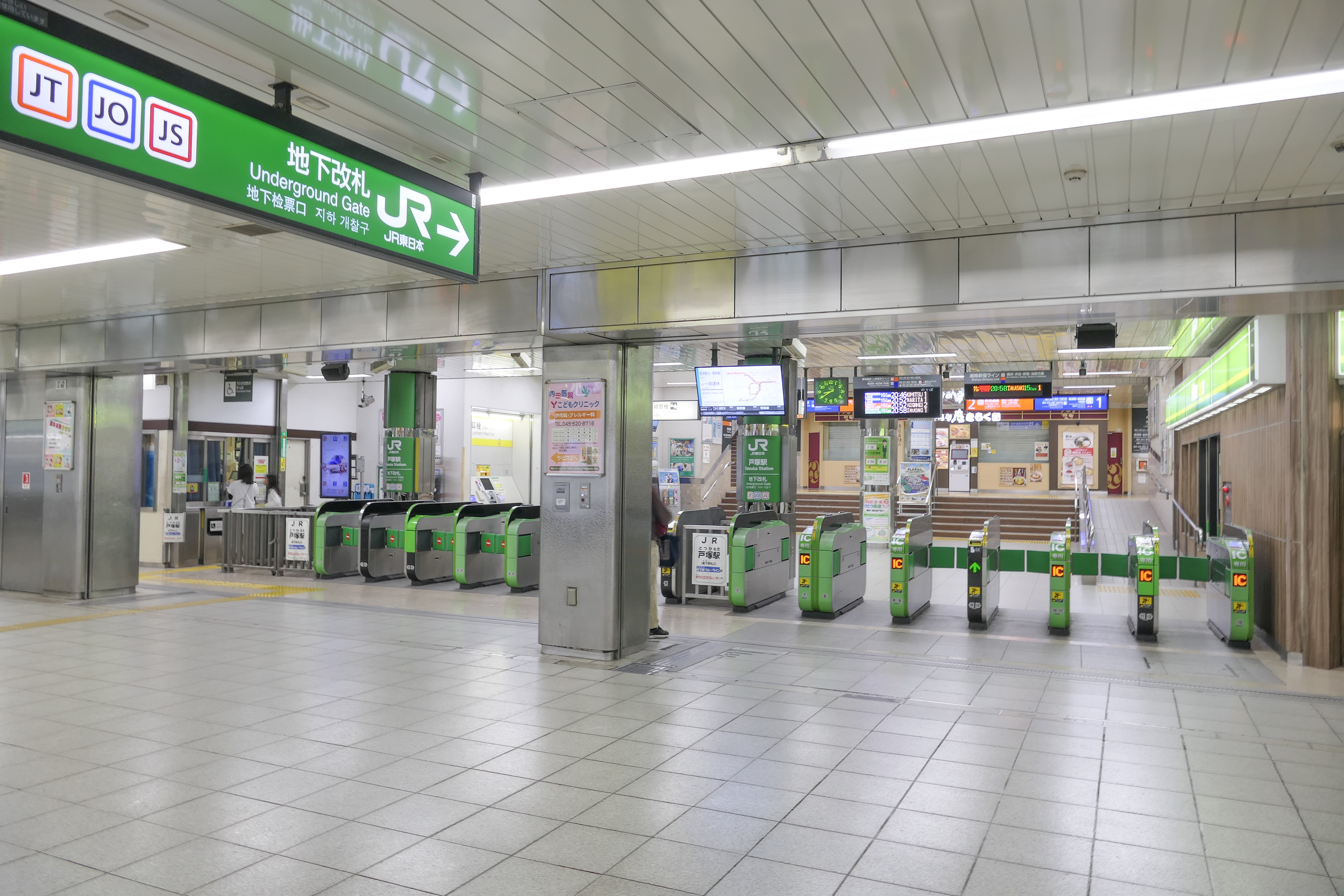
地下改札口（2024年5月）
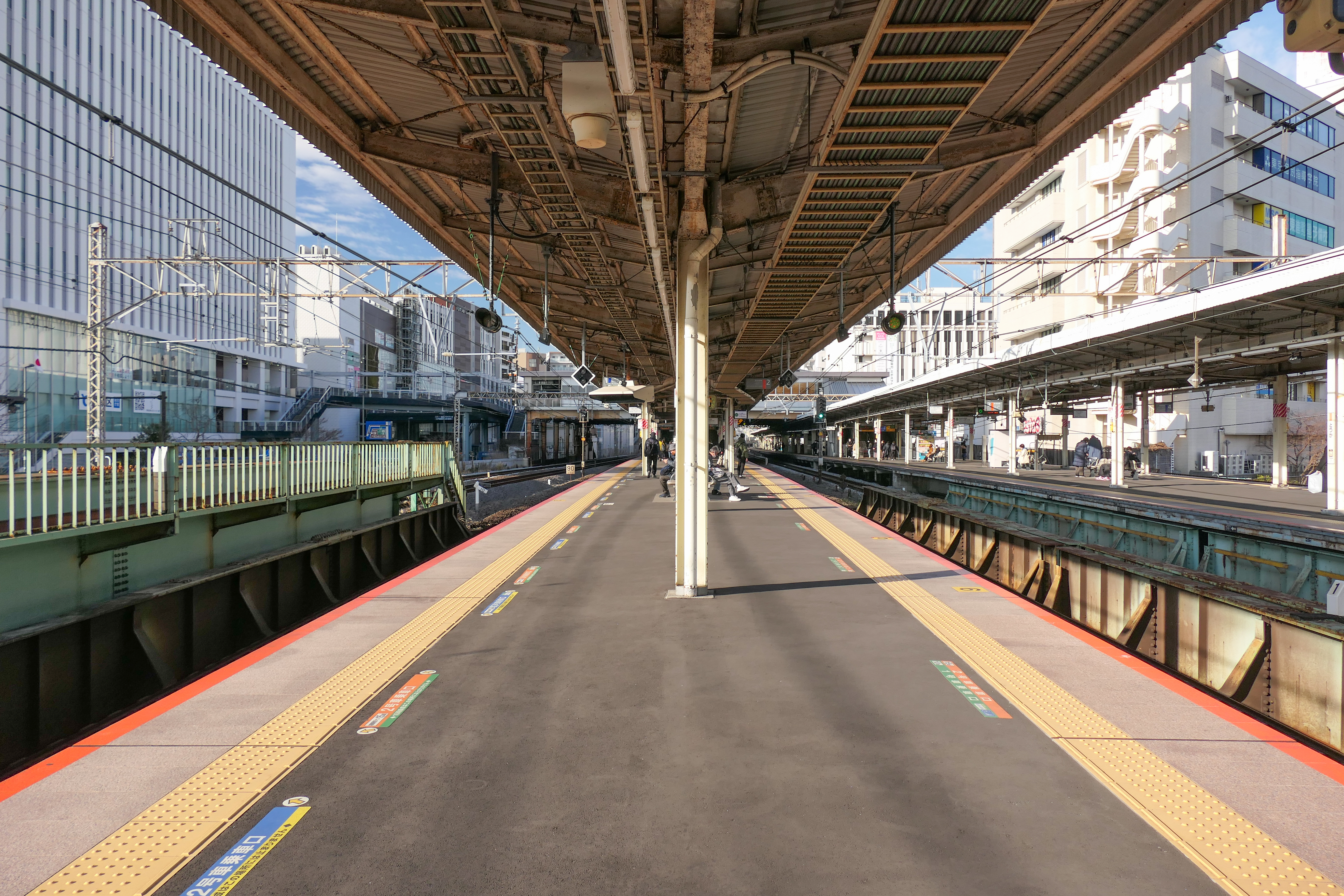
1・2番線ホーム（2023年1月）
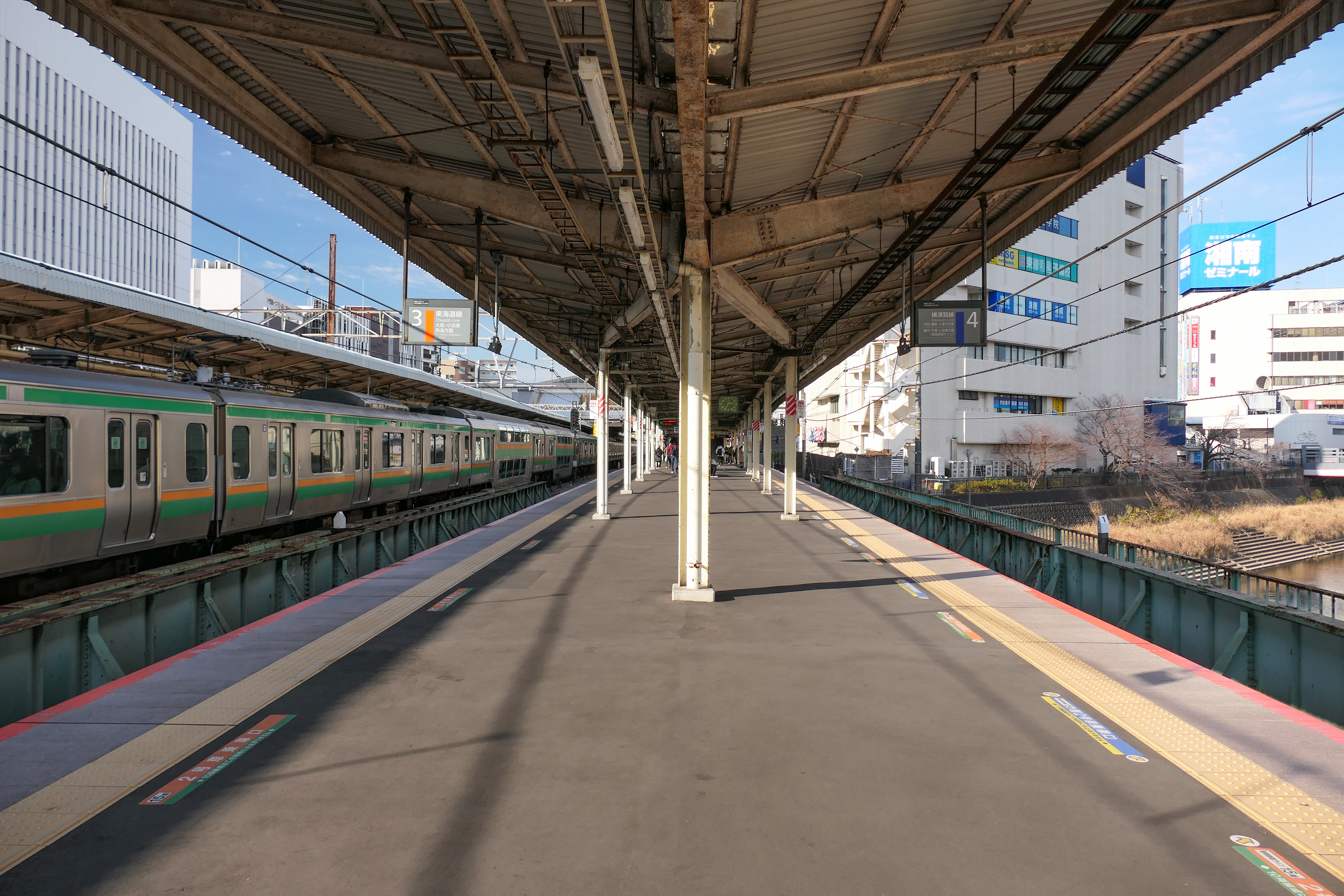
3・4番線ホーム（2023年1月）
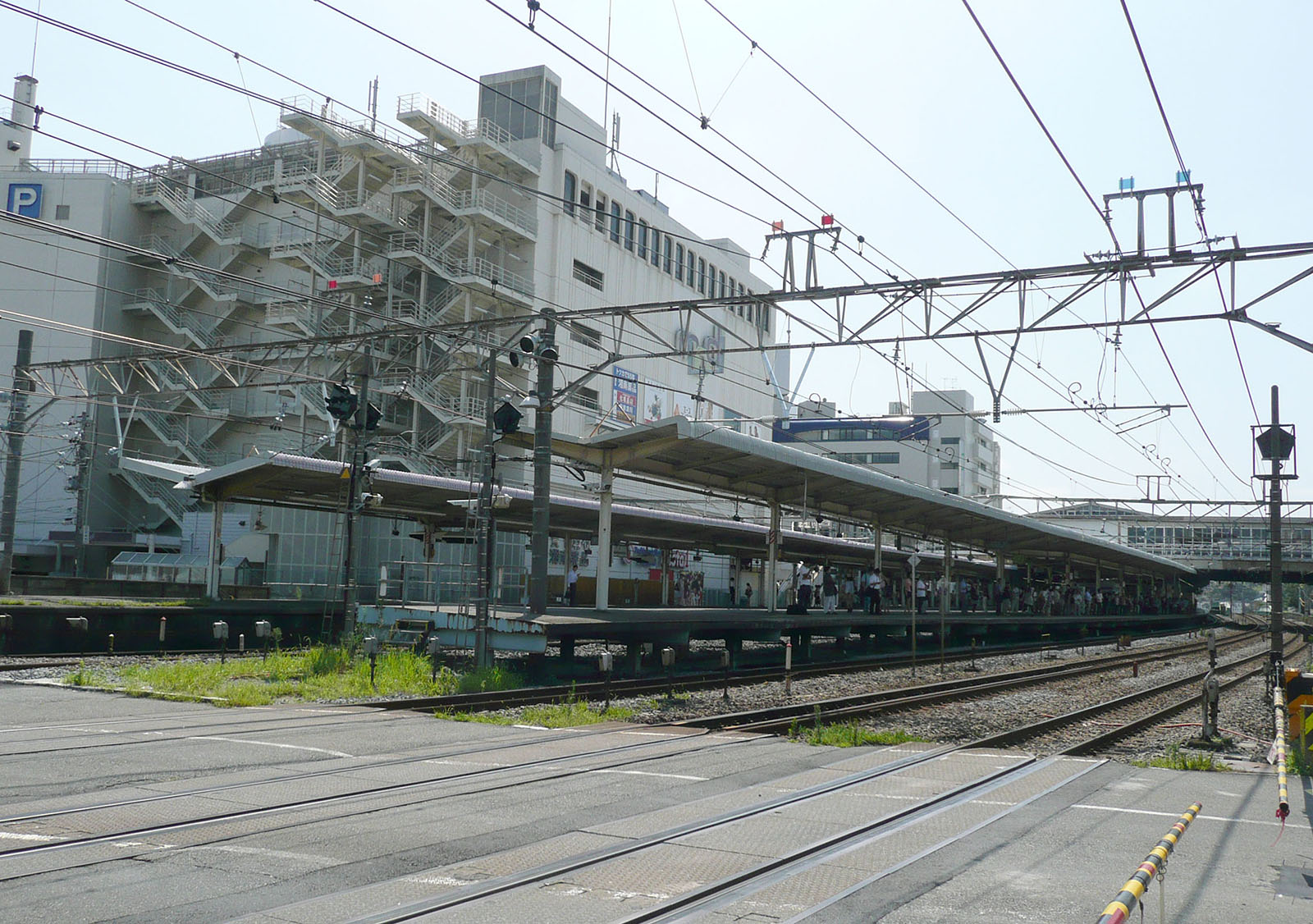
ホーム外観（横浜駅方面より眺望） （2011年8月）
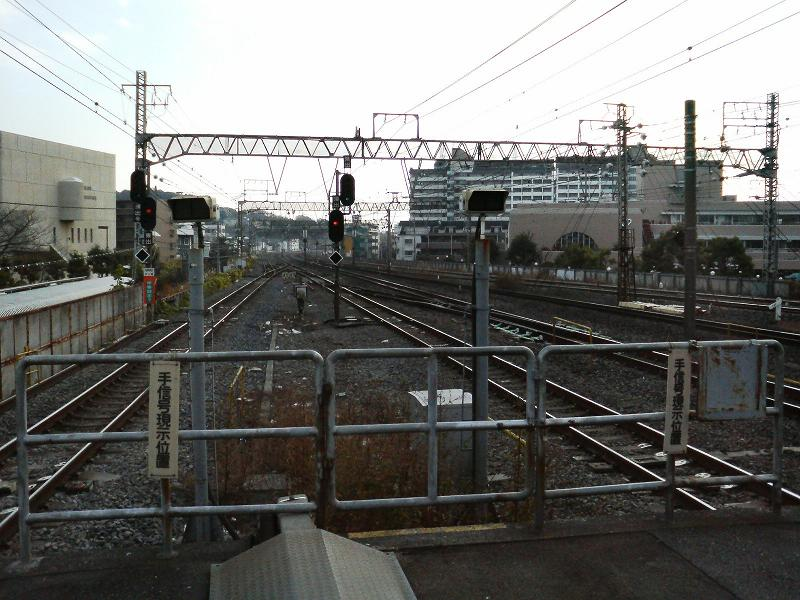
横須賀線⇔東海道線の転線ポイント

#### 駅弁
崎陽軒が販売を行っており、売店は橋上改札外と地下改札外にある。主な駅弁は下記の通り。
- 横濱中華弁当
- 幕の内弁当
- お赤飯弁当
- かながわ味わい弁当（季節により内容が変わる：春・初夏・夏・秋・冬）
- シウマイ弁当
- 炒飯弁当
- しょうが焼弁当
- 横濱ピラフ
- 横濱チャーハン
- いなり寿司

また、かつては大船軒の出店が地下改札内で駅弁販売を行っていた時期があった。

#### 駅構内設備
- みどりの窓口
- エスカレーター
- エレベーター
- 飲食店
  - いろり庵きらく
  - BECK'S COFFEE SHOP
- 横浜市戸塚駅行政サービスコーナー
- 売店など
  - NewDays
    - 橋上改札外と地下改札外にある。

  - NewDays ミニ - 橋上改札内。
  - スシロー To Go  - 橋上改札外
  - ファミリーマート - 地下1階改札付近
  - 有隣堂 - 地下1階横浜信用金庫付近
  - QBハウス - 地下鉄改札脇

### 横浜市営地下鉄
島式ホーム1面2線を有する地下駅である。改札口は地下2階、ホームは地下3階にある。地下1階が地下自由通路となっており、JRの地下改札口がある。
駅長所在駅。戸塚管区駅として当駅 - 上永谷間を管理している。JRからの最終列車の接続は、平日下り限定で、東海道線745M(戸塚駅0:34着平塚行)と横須賀線2322S(戸塚駅0:34着大船行)からブルーライン2322B(戸塚駅0:41発湘南台行)で行われる。(ただしJRの遅延が10分を超える場合は行われない)
横浜市営地下鉄第3期工事計画では、当初は上永谷駅から当駅までの延伸が予定されていた。しかし後述の通り西口の再開発事業が難航して西口の地下に駅を設置することが困難になったため、1985年（昭和60年）に隣駅の舞岡駅までの先行開業（横浜市営地下鉄第3期開業）となった。その後、駅の位置は国鉄（現 JR）の直下（約77m）と東口バスターミナル・ラピス戸塚2の直下に変更されたが、国鉄の分割民営化の時期に重なったことと、軟弱な地盤により国鉄直下の委託工事が難航した。そのため戸塚駅開業100周年に間に合わせるべく、暫定開業に最低限必要な国鉄直下の11mと東口バスターミナル・ラピス戸塚2の直下を使った4両分（約100m）のホームを持つ仮設駅として、1987年（昭和62年）5月24日に暫定開業した（横浜市営地下鉄第4期開業）。当時は6両編成で運行していたため、関内駅側の2両はドアカットで対応していた。国鉄と地下鉄の乗り換えのために建設していた国鉄の地下改札口・自由通路も完成していなかったため、出入口は東口バスターミナル側に設けられた。
横浜市制100周年・横浜博覧会の会期中に間に合わせるべく急ピッチで工事が行われ、1989年（平成元年）8月27日、6両分のホームを持つ本設駅として本開業した。
1999年に当駅 - 湘南台駅間が延伸開業するまでは終着駅であったため、あざみ野方にシーサスポイントが設置されており、延伸後の現在も残されている。なお、湘南台延伸後は当駅発着の定期列車は設定されておらず（非常時に湘南台駅-当駅間や当駅 - あざみ野駅間で折り返し運転が行われたことはある）、代わりに引き上げ線を有する隣の踊場駅発着の列車が設定されている。

構内に設置されているレリーフ 九つ井 陶郷「柏尾の彩」
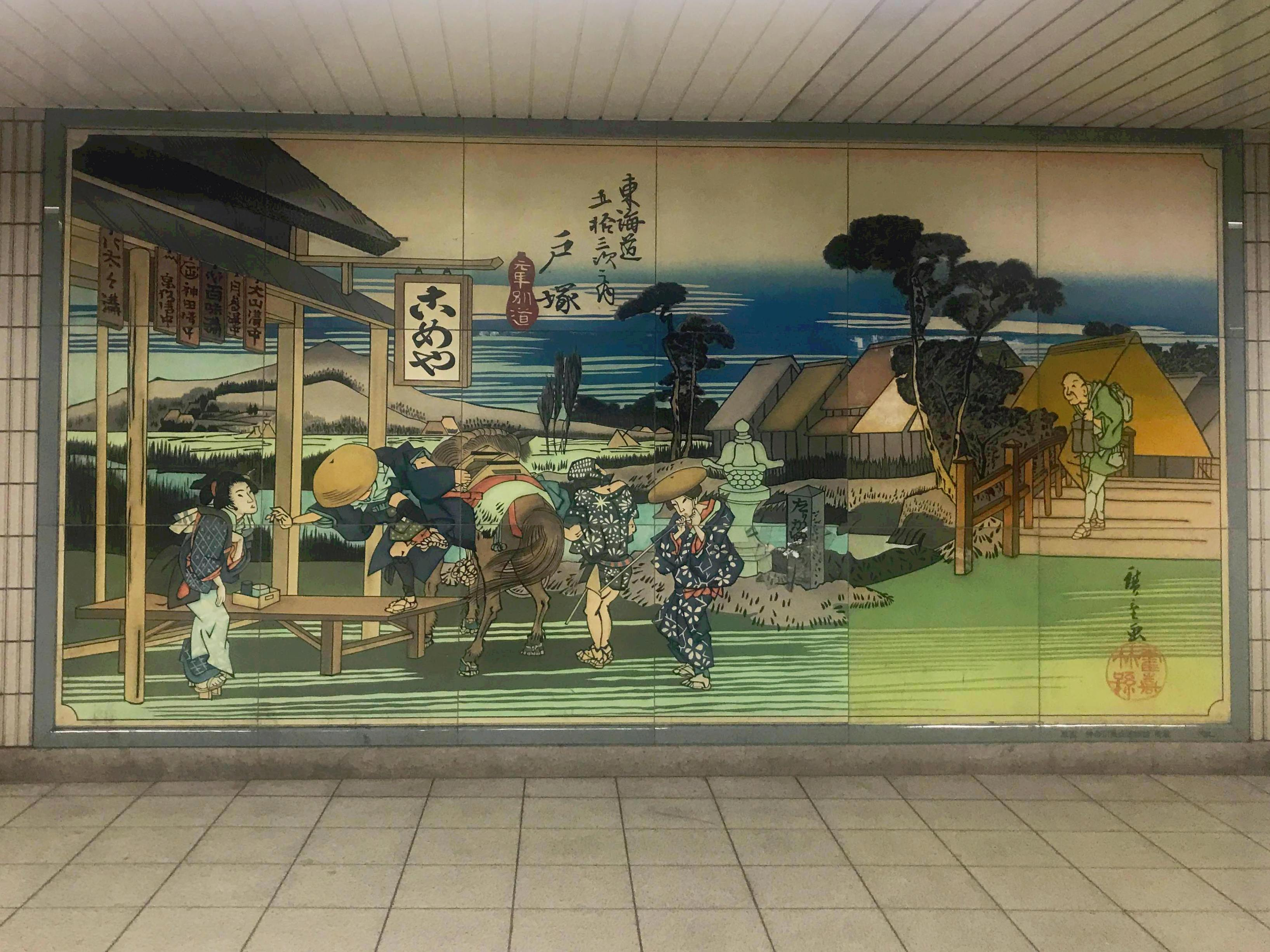
構内に設置されている大判タイル画 歌川広重「東海道五拾三次　戸塚・元町別道」

#### のりば
| 番線 | 路線         | 行先         |
| ---- | ------------ | ------------ |
| 1    | ブルーライン | 湘南台方面   |
| 2    | ブルーライン | あざみ野方面 |

- ホーム（2008年3月）

## 利用状況

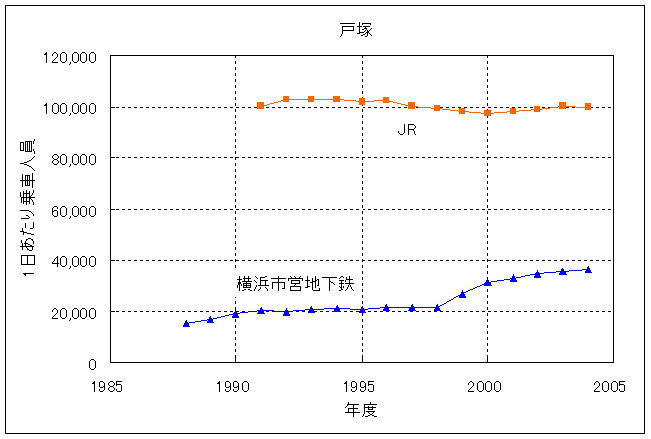
1日あたり乗車人員の推移

- JR東日本 - 2023年度（令和5年度）の1日平均乗車人員は98,045人である[利用客数 1]。
JR東日本管内の駅では町田駅に次いで第33位。
- 横浜市営地下鉄 - 2022年度（令和4年度）の1日平均乗降人員は77,204人（乗車人員：38,410人、降車人員：38,794人）である[乗降データ 1]。
ブルーラインでは横浜駅に次いで第2位。

### 年度別1日平均乗降人員
1999年度（平成11年度）以降の1日平均乗降人員推移は下記の通り。
| 年度               | 横浜市営地下鉄   | 横浜市営地下鉄 |
| 年度               | 1日平均 乗降人員 | 増加率         |
| ------------------ | ---------------- | -------------- |
| 1999年（平成11年） | 53,618           |                |
| 2000年（平成12年） | 63,950           | 19.3%          |
| 2001年（平成13年） | 67,318           | 5.3%           |
| 2002年（平成14年） | 69,195           | 2.8%           |
| 2003年（平成15年） | 71,115           | 2.8%           |
| 2004年（平成16年） | 73,012           | 2.7%           |
| 2005年（平成17年） | 74,884           | 2.6%           |
| 2006年（平成18年） | 76,544           | 2.2%           |
| 2007年（平成19年） | 78,980           | 3.2%           |
| 2008年（平成20年） | 80,507           | 1.9%           |
| 2009年（平成21年） | 81,561           | 1.3%           |
| 2010年（平成22年） | 83,296           | 2.1%           |
| 2011年（平成23年） | 83,509           | 0.3%           |
| 2012年（平成24年） | 84,981           | 1.8%           |
| 2013年（平成25年） | 86,948           | 2.3%           |
| 2014年（平成26年） | 87,837           | 1.0%           |
| 2015年（平成27年） | 88,698           | 1.0%           |
| 2016年（平成28年） | 89,463           | 0.9%           |
| 2017年（平成29年） | 89,349           | −0.1%          |
| 2018年（平成30年） | 90,133           | 0.9%           |
| 2019年（令和元年） | 88,836           | −1.4%          |
| 2020年（令和02年） | 63,850           | −28.1%         |
| 2021年（令和03年） | 70,441           | 10.3%          |
| 2022年（令和04年） | 77,204           | 9.6%           |

### 年度別1日平均乗車人員（1987年 - 2000年）
1987年度（昭和62年度）以降の1日平均乗車人員推移は下記の通り。
| 年度               | JR東日本 | 横浜市営地下鉄 | 出典               |
| ------------------ | -------- | -------------- | ------------------ |
| 1987年（昭和62年） |          | 11,145         |                    |
| 1988年（昭和63年） |          | 15,132         |                    |
| 1989年（平成元年） |          | 16,952         |                    |
| 1990年（平成02年） |          | 18,881         |                    |
| 1991年（平成03年） | 100,344  | 20,058         |                    |
| 1992年（平成04年） | 102,528  | 19,794         |                    |
| 1993年（平成05年） | 102,796  | 20,667         |                    |
| 1994年（平成06年） | 102,828  | 21,079         |                    |
| 1995年（平成07年） | 101,923  | 20,762         | [ 乗降データ 2 ]   |
| 1996年（平成08年） | 102,072  | 21,247         |                    |
| 1997年（平成09年） | 100,335  | 21,533         |                    |
| 1998年（平成10年） | 99,521   | 21,301         | [ 神奈川県統計 1 ] |
| 1999年（平成11年） | 98,054   | 26,704         | [ 神奈川県統計 2 ] |
| 2000年（平成12年） | 97,391   | 31,407         | [ 神奈川県統計 2 ] |

### 年度別1日平均乗車人員（2001年以降）
| 年度               | JR東日本 | 横浜市営 地下鉄 | 出典                |
| ------------------ | -------- | --------------- | ------------------- |
| 2001年（平成13年） | 98,168   | 33,042          | [ 神奈川県統計 3 ]  |
| 2002年（平成14年） | 98,869   | 34,454          | [ 神奈川県統計 4 ]  |
| 2003年（平成15年） | 100,374  | 35,227          | [ 神奈川県統計 5 ]  |
| 2004年（平成16年） | 99,853   | 36,135          | [ 神奈川県統計 6 ]  |
| 2005年（平成17年） | 101,458  | 37,020          | [ 神奈川県統計 7 ]  |
| 2006年（平成18年） | 103,402  | 37,776          | [ 神奈川県統計 8 ]  |
| 2007年（平成19年） | 105,904  | 39,064          | [ 神奈川県統計 9 ]  |
| 2008年（平成20年） | 106,301  | 39,917          | [ 神奈川県統計 10 ] |
| 2009年（平成21年） | 105,491  | 40,512          | [ 神奈川県統計 11 ] |
| 2010年（平成22年） | 105,662  | 41,314          | [ 神奈川県統計 12 ] |
| 2011年（平成23年） | 105,538  | 41,398          | [ 神奈川県統計 13 ] |
| 2012年（平成24年） | 107,681  | 42,161          | [ 神奈川県統計 14 ] |
| 2013年（平成25年） | 109,988  | 43,124          | [ 神奈川県統計 15 ] |
| 2014年（平成26年） | 108,933  | 43,613          | [ 神奈川県統計 16 ] |
| 2015年（平成27年） | 110,797  | 44,016          | [ 神奈川県統計 17 ] |
| 2016年（平成28年） | 111,405  | 44,416          | [ 神奈川県統計 18 ] |
| 2017年（平成29年） | 111,725  | 44,370          | [ 神奈川県統計 19 ] |
| 2018年（平成30年） | 112,606  | 44,761          | [ 神奈川県統計 20 ] |
| 2019年（令和元年） | 112,598  | 44,137          | [ 神奈川県統計 21 ] |
| 2020年（令和02年） | 82,817   | 31,737          | [ 神奈川県統計 22 ] |
| 2021年（令和03年） | 85,198   | 35,019          | [ 神奈川県統計 23 ] |
| 2022年（令和04年） | 93,018   | 38,410          |                     |
| 2023年（令和05年） | 98,045   |                 |                     |

備考
1. ↑  1999年8月29日に戸塚 - 湘南台間が延伸開業

## 駅周辺

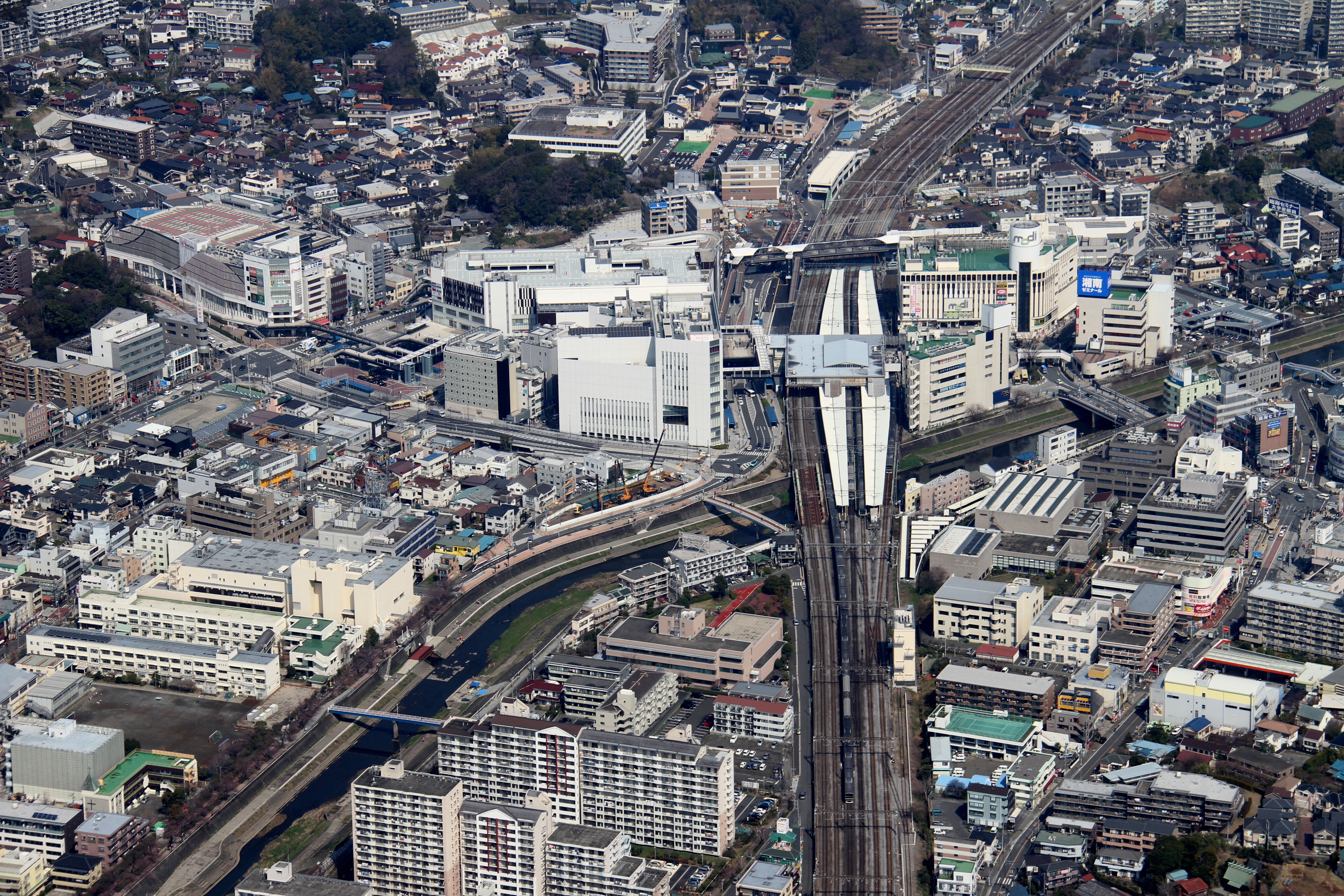
駅周辺（2014年3月）

### 概説
駅北側の国道1号が交差する、かつての東海道踏切（戸塚大踏切）は「開かずの踏切」として有名であり、特に平日の朝は東海道線と横須賀線の上下、貨物線を走るライナーと貨物列車でほとんど踏切の開く時間がなく、朝夕は渋滞を防ぐために車両通行止めになっていた。そのバイパスとして国道1号の西側に戸塚道路が建設された。また2014年（平成26年）1月18日に戸塚大踏切の上に人道橋「戸塚大踏切（とつかおおふみきり）デッキ」（歩行者・自転車用跨線橋）が、2015年（平成27年）3月25日に戸塚アンダーパス（自動車専用アンダーパス）が完成したため、東海道踏切は閉鎖・廃止された。
西口・東口には約50のバス路線が発着するバスターミナルが形成されている。東口は再開発事業や横浜市営地下鉄1号線（ブルーライン）の開通により、駅前広場やバスターミナルが整備された。その後、西口でも再開発事業により、2010年4月18日に戸塚バスセンターが第1交通広場へ移転、2013年3月3日にタクシー乗り場のある第2交通広場が完成し、利便性が向上した。
西口は東海道（国道1号）沿いにあり、古くから小規模な商店が密集し、戸塚駅西口商店街や旭町通商店街が形成されていた。市営地下鉄の建設計画をきっかけとして、1970年（昭和45年）7月に西口の再開発が開始されたものの、権利者の多さと利害関係の対立から2006年7月まで事業計画が確定していなかった。その後事業計画の確定により、2007年より再開発地域全体を封鎖する形で本格的な工事に着手し、同年6月1日には商店街で営業していた店舗群が仮入居するビル「戸塚ウエスト」がオープンした（2010年3月に閉鎖、解体）。その後「戸塚ウエスト」に入居していた店舗群は2010年3月に開業した商業施設「戸塚パルソ」、翌4月に開業した「トツカーナ」に移転した。2013年3月3日「戸塚ウエスト」跡地に戸塚区総合庁舎が完成、戸塚区役所が移転。総合庁舎1階にタクシー・一般自動車の乗降場となる第2交通広場が完成し、これをもって再開発事業が完了した。
東口周辺は再開発事業によりラピス戸塚1・2・3が建設され、そのうちラピス戸塚2は直下にある地下鉄駅をビルの基礎として利用している。

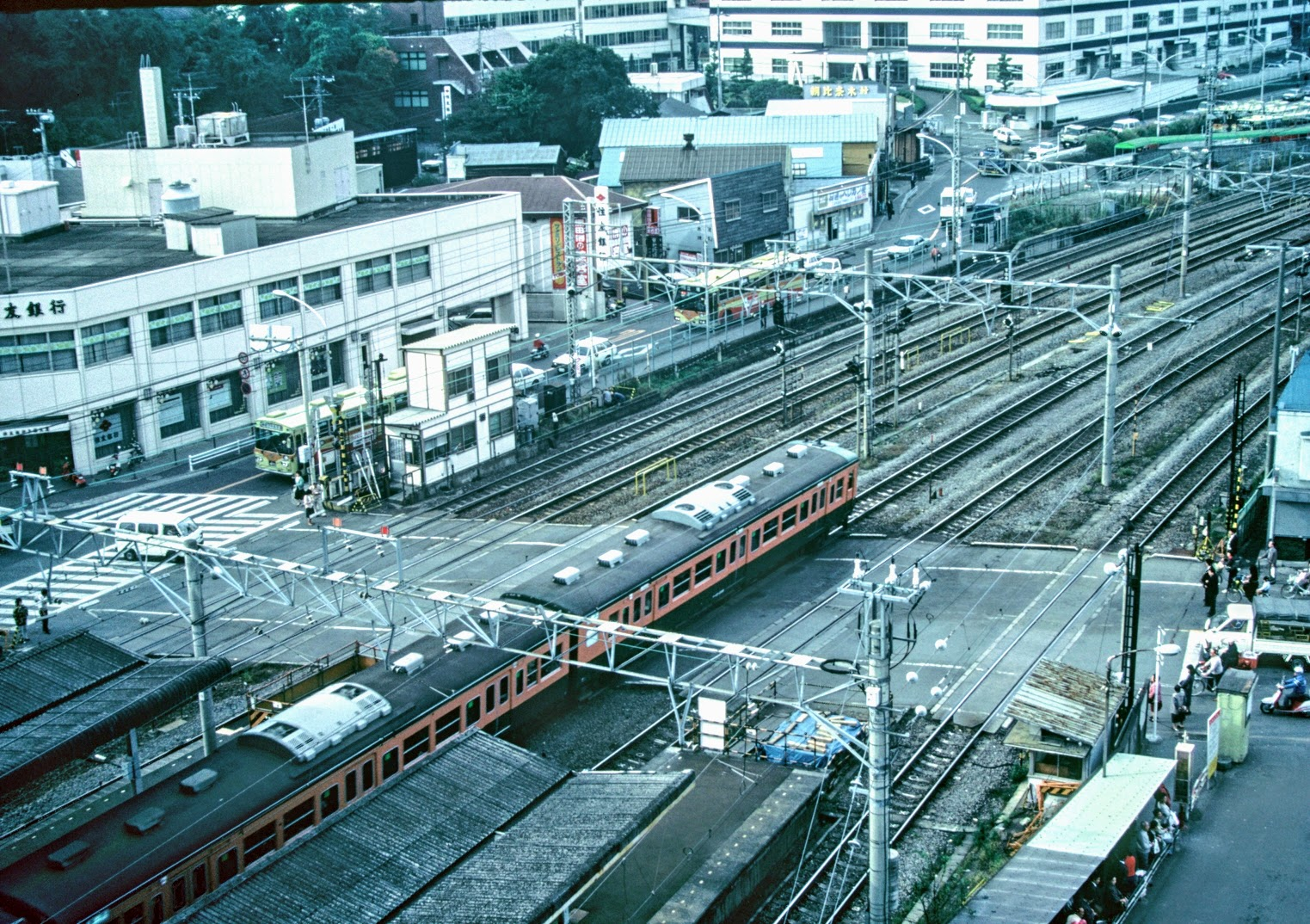
東口が再開発される前の戸塚大踏切
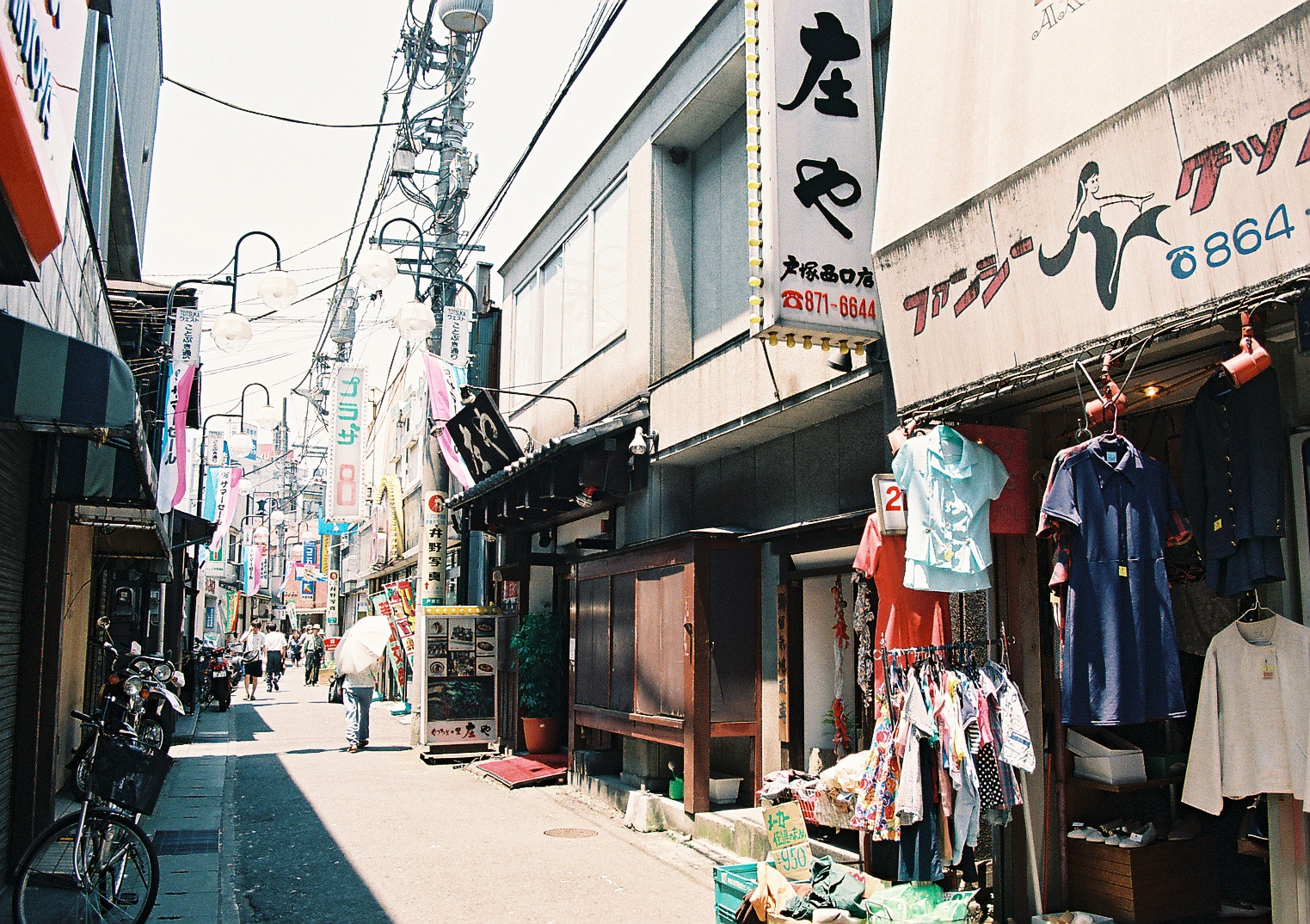
現在の戸塚バスセンターの場所に存在していた「ことぶき通り」

### 商業施設

#### 東口エリア都市型商業施設
ラピス戸塚1（戸塚モディ）
- まるい食遊館戸塚店（戸塚モディ）
- エースコンタクト戸塚モディ店
- ABCマート戸塚モディ店
- ゴールドジム戸塚神奈川店
- ザ・ダイソー戸塚モディ店
- 有隣堂戸塚モディ店

ラピス戸塚2
- 有隣堂戸塚カルチャーセンター・戸塚ミュージックサロン

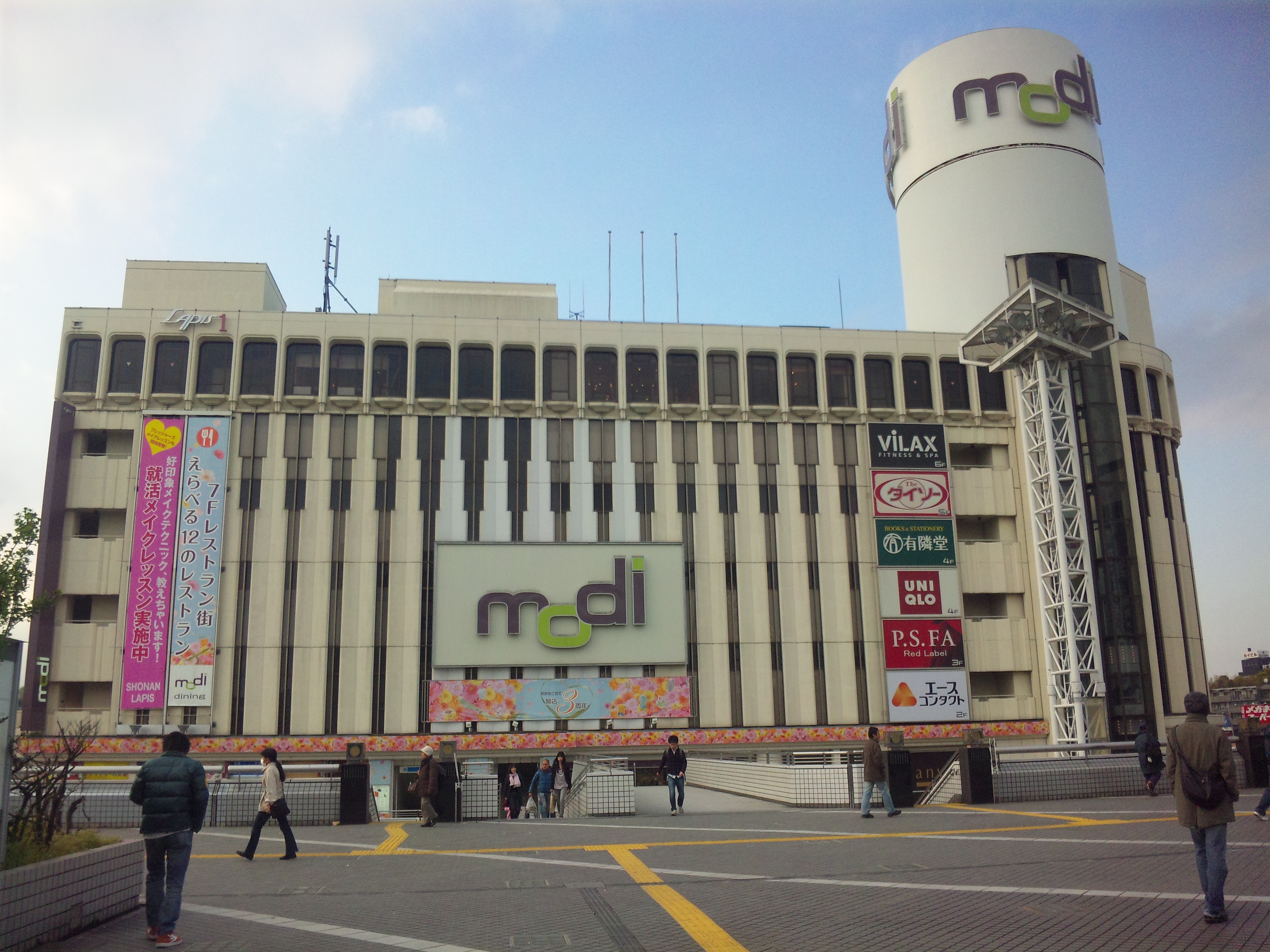
ラピス戸塚1（戸塚モディ）
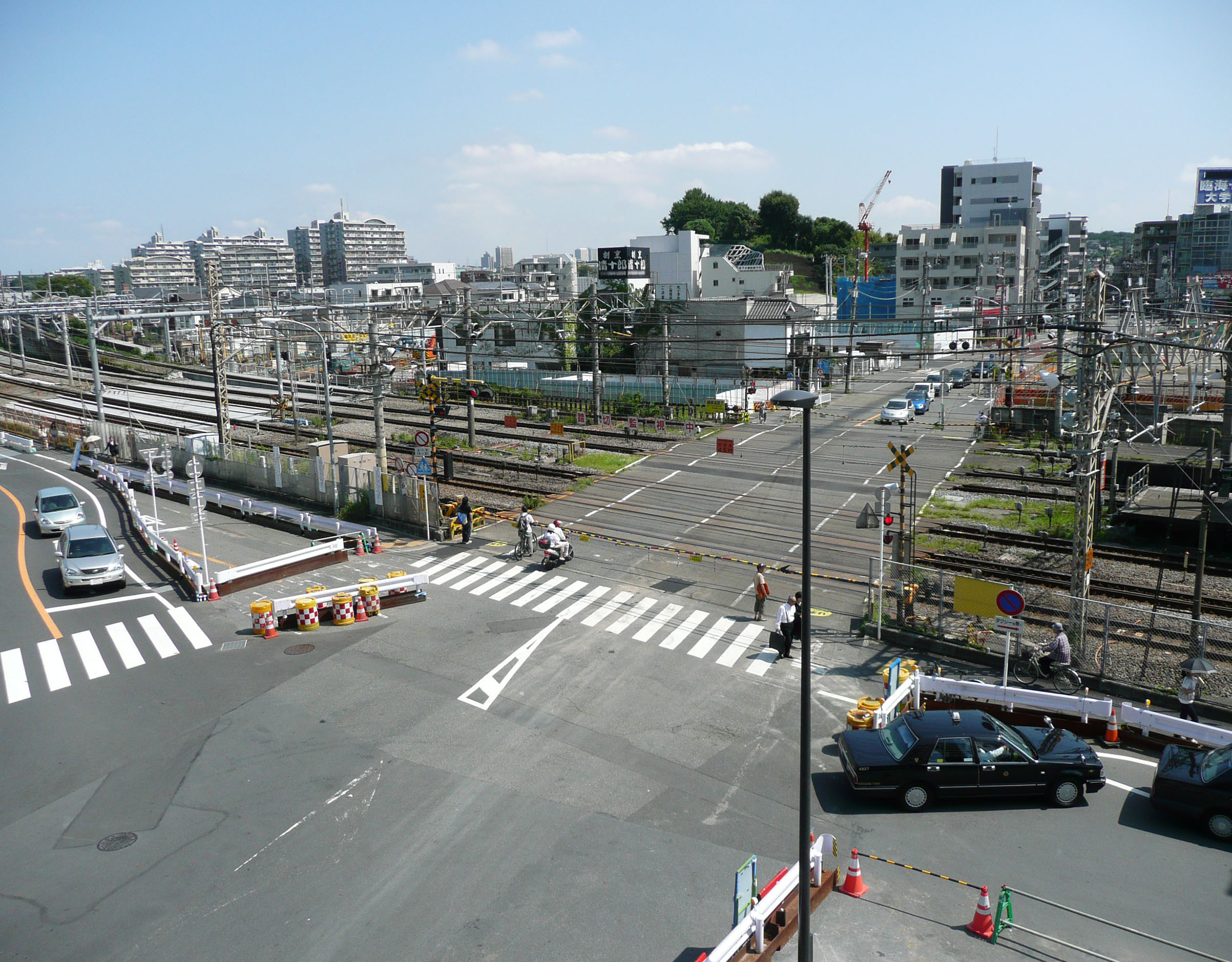
戸塚大踏切
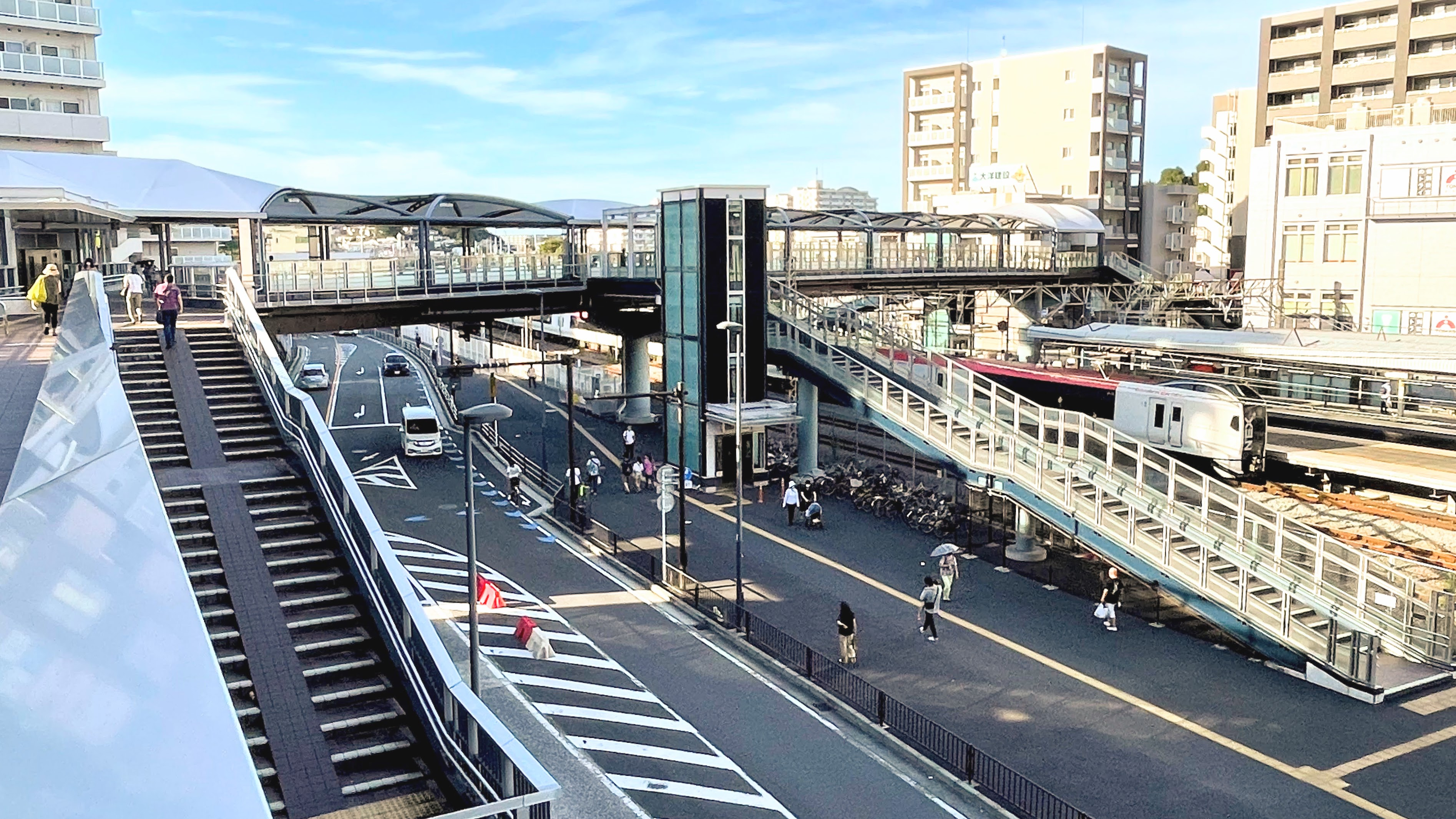
戸塚大踏切デッキ

ラピス戸塚3
- 河合塾マナビス戸塚校

アピタ戸塚店
- キクチメガネ戸塚店
- ザ・ダイソーアピタ戸塚店
- ドラッグセガミ戸塚店
- 夢屋書店アピタ戸塚店
- ハックドラッグ戸塚東口店

その他
- くすりセイジョー戸塚店
- コナカ戸塚東口店
- TSUTAYA戸塚駅東口店
- ティップネス戸塚店
- トヨタレンタリース横浜戸塚駅東口店
- 日産レンタカー戸塚駅東口店
- ニッポンレンタカー戸塚駅前営業所
- 有隣堂戸塚駅地下売店
- 業務スーパー石黒 戸塚店

- ラピス戸塚1（戸塚モディ）
- 戸塚大踏切
- 戸塚大踏切デッキ

#### 東口エリア郊外型商業施設
- ウエルシア薬局戸塚舞岡店
- ザ・ダイソー横浜戸塚吉田店
- イオンスタイル戸塚
- ハックドラッグ戸塚店

#### 西口エリア都市型商業施設

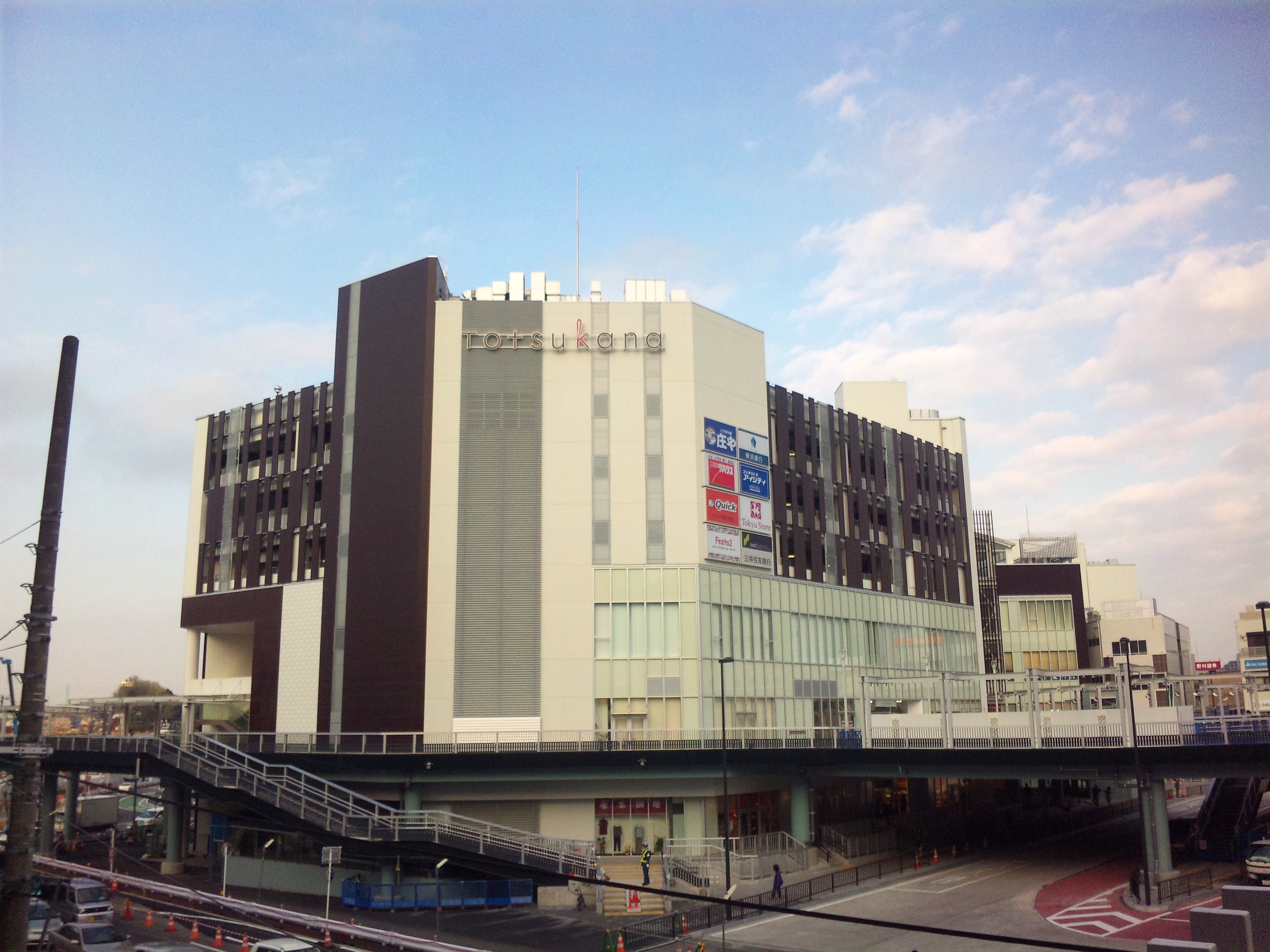
トツカーナ（東急プラザ戸塚およびトツカーナモール）
- 戸塚東急ストア
- 無印良品東急プラザ戸塚店
- 有隣堂戸塚駅西口トツカーナ店
- ライトオン東急プラザ戸塚店
- ユニクロ東急プラザ戸塚店
- マツモトキヨシトツカーナモール店
- コンタクトのアイシティ戸塚トツカーナモール
- 湘南薬品戸塚西口薬局・戸塚西口店

戸塚区総合庁舎
- 戸塚区地産地消直売コーナー
- ハックドラッグ戸塚区役所店

戸塚パルソ
- 西通り（新バスターミナル側）1～4ブロック
  - 相鉄フレッサイン横浜戸塚
  - チェリー薬局

サクラス戸塚
- エフエム戸塚サクラス戸塚スタジオ
- ABCマートサクラス戸塚店
- コイデカメラ戸塚サクラス店
- 三和サクラス戸塚店
- 東急スポーツオアシス戸塚店
- ニトリ戸塚店
- ハックドラッグサクラス戸塚店
- ヒマラヤスポーツ&ゴルフ サクラス戸塚店
- メガネドラッグ戸塚店

その他
- 業務スーパー戸塚店
- 戸塚住宅公園
- マツモトキヨシ戸塚町店

#### 西口エリア郊外型商業施設
- 業務スーパー山手台店
- セイジョー戸塚深谷店
- ヤマダデンキ家電住まいる館YAMADA戸塚店
- ヨークマート戸塚深谷店
- ライフ戸塚汲沢店

### 金融機関
- 野村證券戸塚支店
- 大和証券戸塚支店
- 三菱UFJ銀行戸塚支店・戸塚駅前支店・東戸塚支店
- 三井住友銀行戸塚支店
- みずほ銀行戸塚支店
- りそな銀行戸塚支店
- 横浜銀行戸塚支店・新戸塚支店
- スルガ銀行横浜戸塚支店
- 静岡銀行戸塚支店
- 横浜信用金庫戸塚支店・戸塚東口支店
- 湘南信用金庫戸塚支店

### 郵便局
- 戸塚郵便局
- 横浜矢部郵便局
- 横浜上倉田郵便局

### 企業
- 日立コンシューマエレクトロニクス株式会社[注釈 3]
- 日立製作所ITプロダクツ統括本部
- ブリヂストン 横浜工場
- BASFコーティングスジャパン 本社・戸塚工場（旧：日本油脂BASFコーティングス戸塚工場←日本油脂戸塚工場）
- ポーラ化粧品
- メディセオ神奈川ALC

### 公共施設
- 戸塚区総合庁舎
- 戸塚税務署
- 横浜市戸塚図書館
- 神奈川県戸塚警察署
- 戸塚地区センター

### 学校
- 明治学院大学 横浜キャンパス
- 横浜薬科大学
- 横浜医療センター附属看護学校
- 横浜未来看護専門学校
- 湘南とつかYMCA（横浜YMCAスポーツ専門学校等々）
- 公文国際学園中等部・高等部
- 横浜市立戸塚高等学校
- 神奈川県立横浜桜陽高等学校
- 神奈川県立上矢部高等学校
- 神奈川県立舞岡高等学校
- 神奈川県立金井高等学校
- 横浜市立戸塚中学校
- 横浜市立舞岡中学校
- 横浜市立領家中学校
- 横浜市立東戸塚小学校 - 元戸塚競馬場の跡地を利用して建設された、横浜市で一番校庭の広い小学校。
- 横浜市立戸塚小学校
- 横浜市立南戸塚小学校
- 横浜市立矢部小学校
- 横浜市立舞岡小学校
- 横浜市立鳥が丘小学校
- 横浜市立東汲沢小学校
- 横浜市立下郷小学校
- 横浜市立柏尾小学校
- 横浜市立汲沢小学校

### 道路
- 国道1号（東海道）
- 神奈川県道22号横浜伊勢原線（長後街道）
- 神奈川県道203号大船停車場矢部線

## バス路線

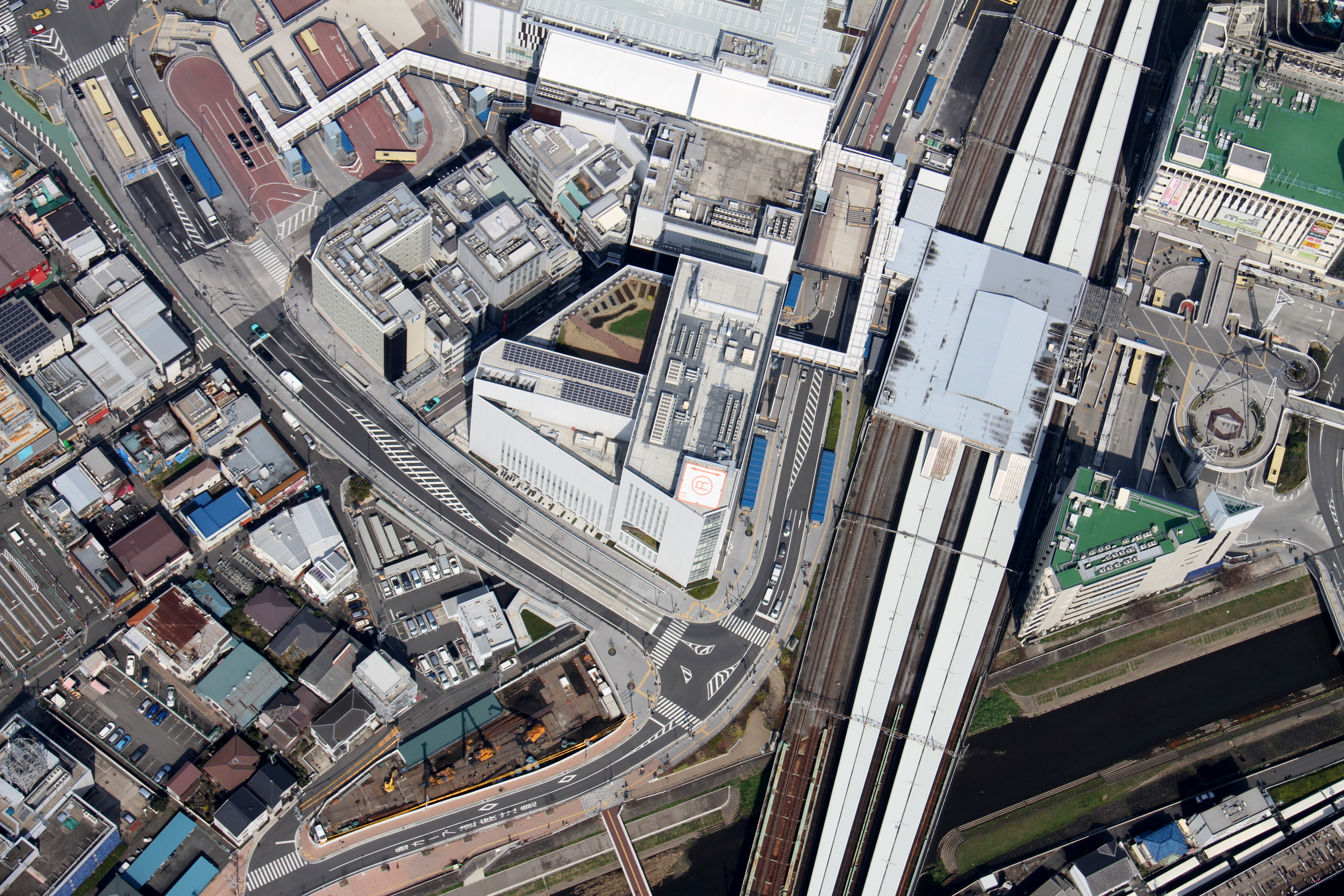
左上が戸塚バスセンター、右側中央が戸塚駅東口バスターミナル

### 東口

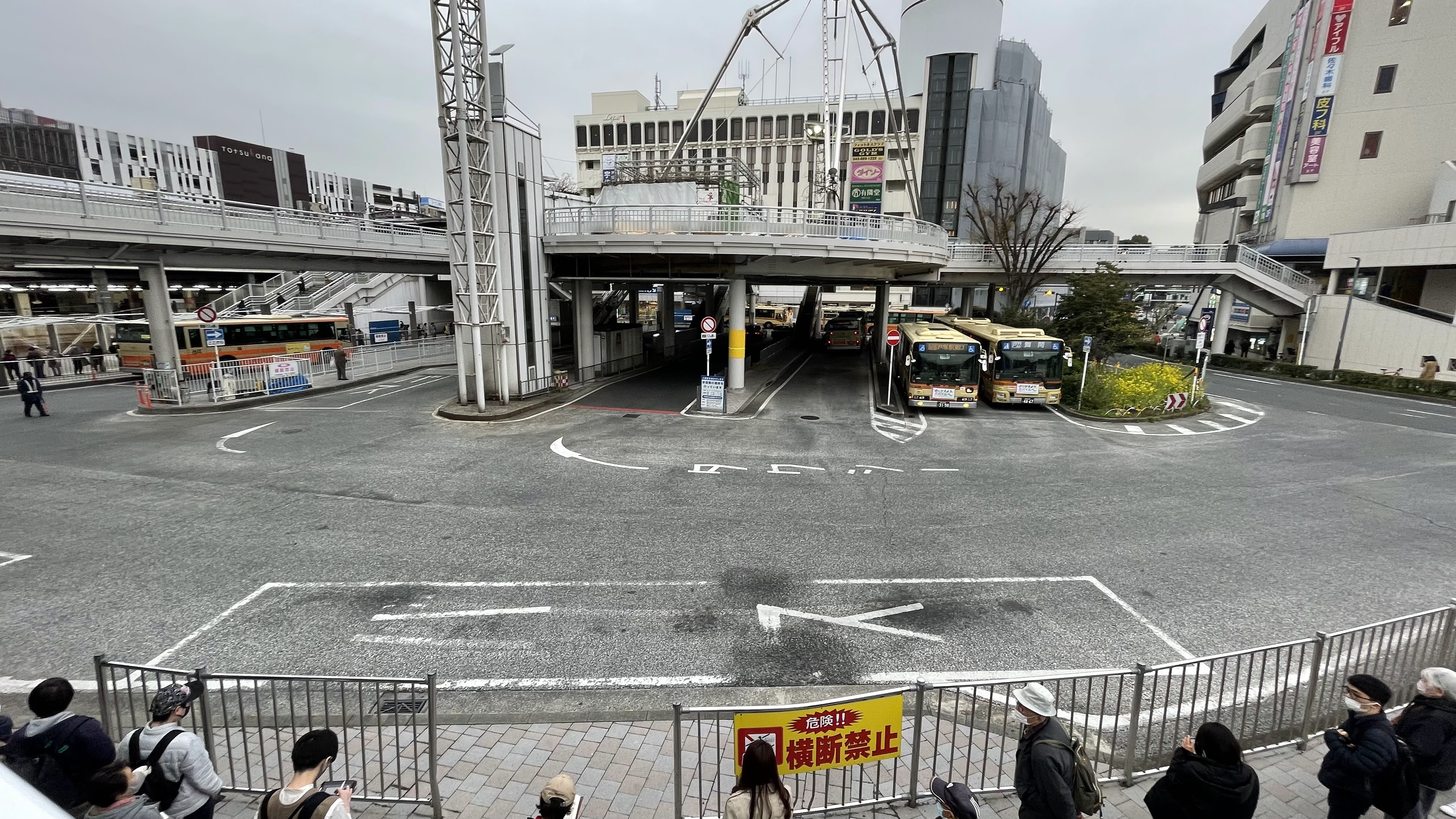
東口バスターミナル

戸塚駅東口（神奈川中央交通・高速バス）・戸塚駅（江ノ電バス）
交通広場としての名称は「戸塚駅東口バスターミナル」である。
東口出口すぐのJR線に面したバスターミナルである。JR橋上改札と接続するペデストリアンデッキ、および地下鉄コンコースからも接続されている。
| のりば                          | 運行事業者              | 系統・行先 |
| ------------------------------- | ----------------------- | --- |
| 1                               | （降車専用）            | （降車専用） |
| 2                               | 江ノ電バス              | - T1：飯島団地循環 / 学校下 - T2：見晴橋 - T3：下倉田循環 / ちからいし                                                                     |
| 3                               | 江ノ電バス              | - T4：大船駅 - ST09：鎌倉八幡宮 - T45・T49：平島                                                                                           |
| 3                               | - 南海バス - 和歌山バス | 夜行高速：湊町バスターミナル（OCAT） |
| 4 （国道1号・平戸桜木町線方面） | 神奈川中央交通          | - 戸01：井土ヶ谷下町 - 戸25：こども医療センター - 横43・横44：横浜駅東口 - 戸45：桜木町駅 - 戸38：保土ヶ谷駅東口                           |
| 5 （県道22号線方面）            | 神奈川中央交通          | 戸22：舞岡 |
| 7 （名瀬道路方面）              | 神奈川中央交通          | - 戸09：緑園都市駅 - 戸33：東戸塚駅東口 |
| 8                               | 江ノ電バス              | - T5：舞岡台循環 / 坂下口 - T55：舞岡高校 - T6：京急ニュータウン - T7：小田急分譲地循環 / 第一公園 - T8・T89：明治学院大学南門 - T85：平島 |

### 西口
戸塚バスセンター

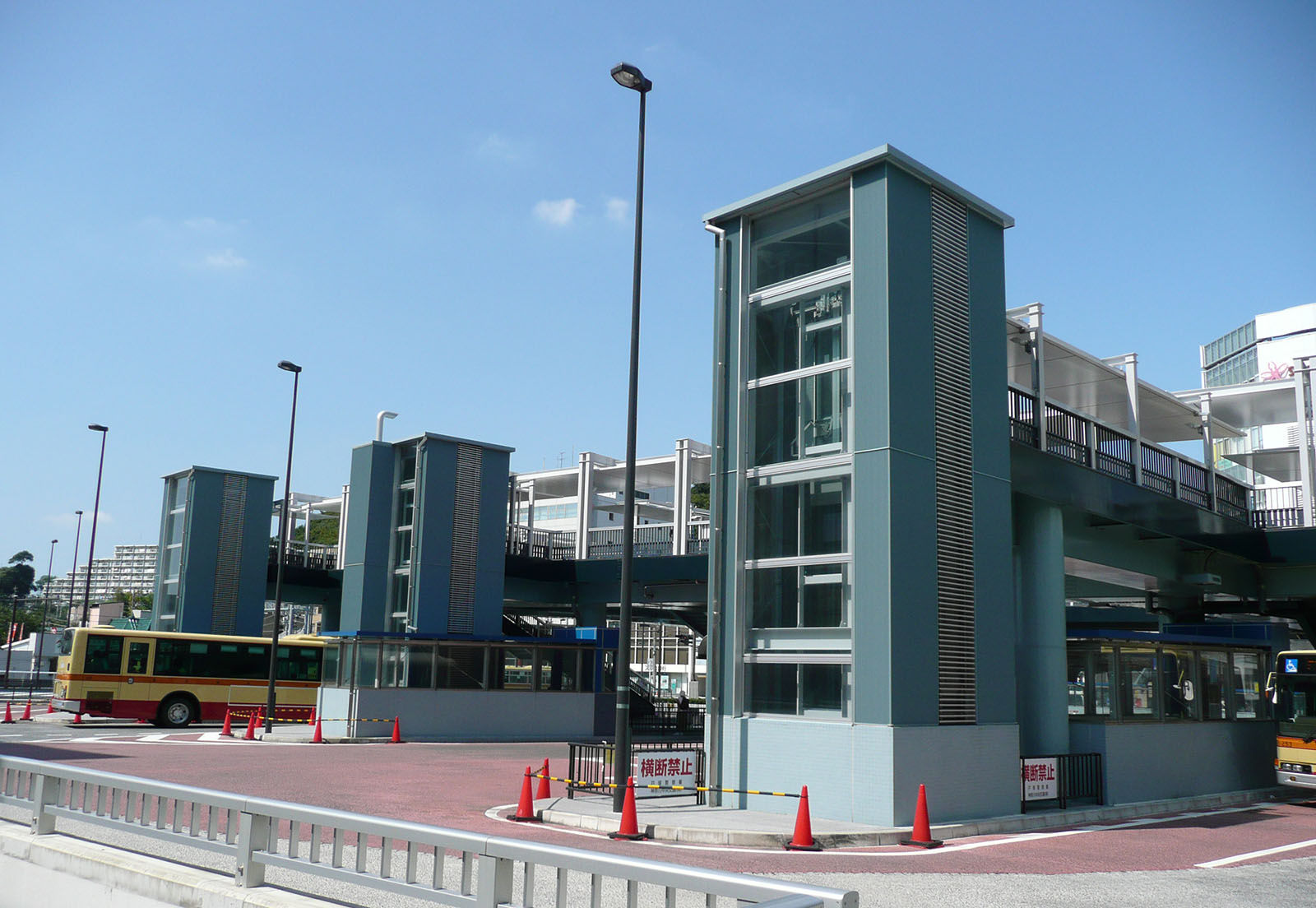
戸塚バスセンター（2011年8月）

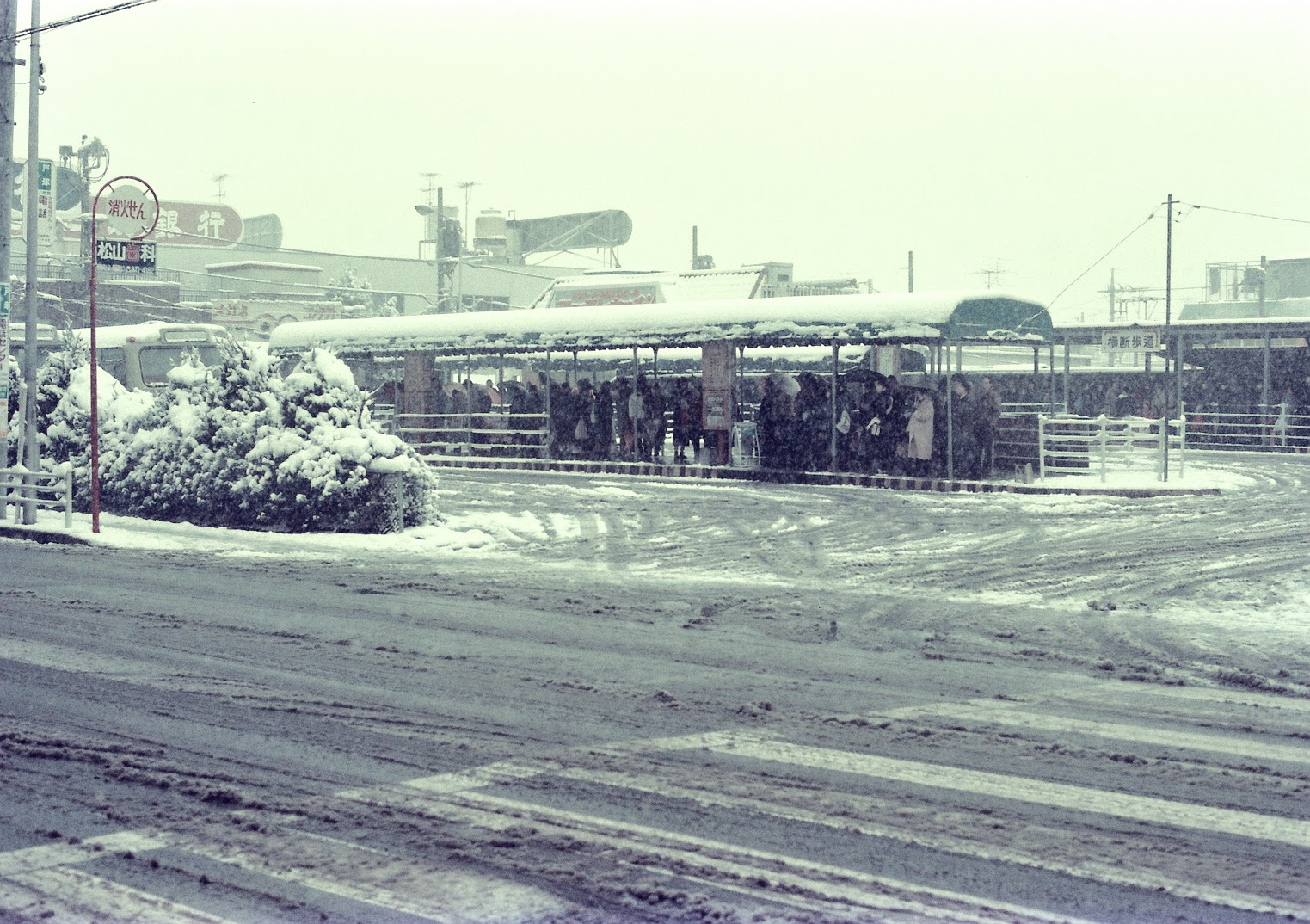
旧・戸塚バスセンター（1984年1月）

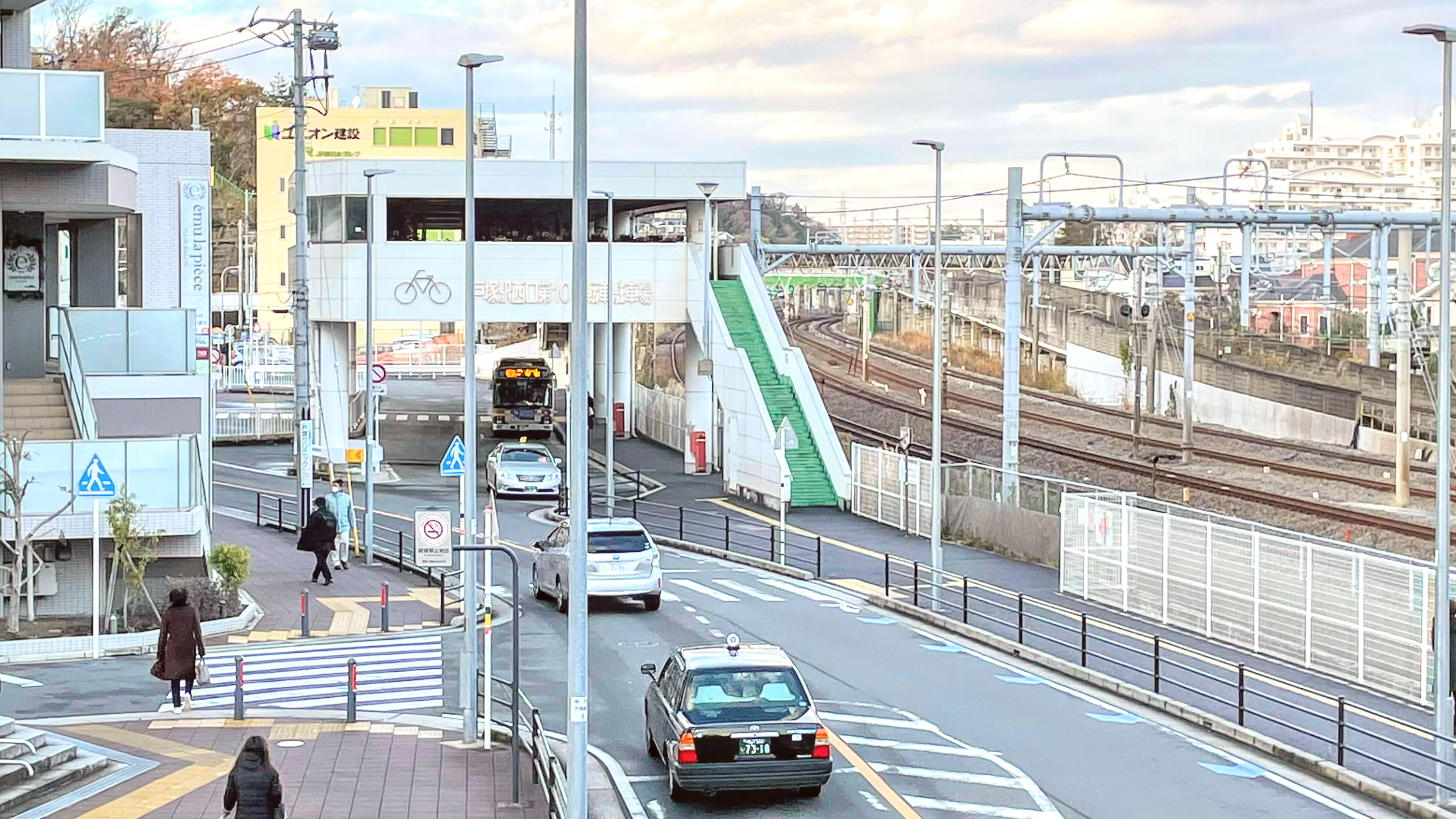
戸塚駅西口第2バスセンター（2階は駐輪場）

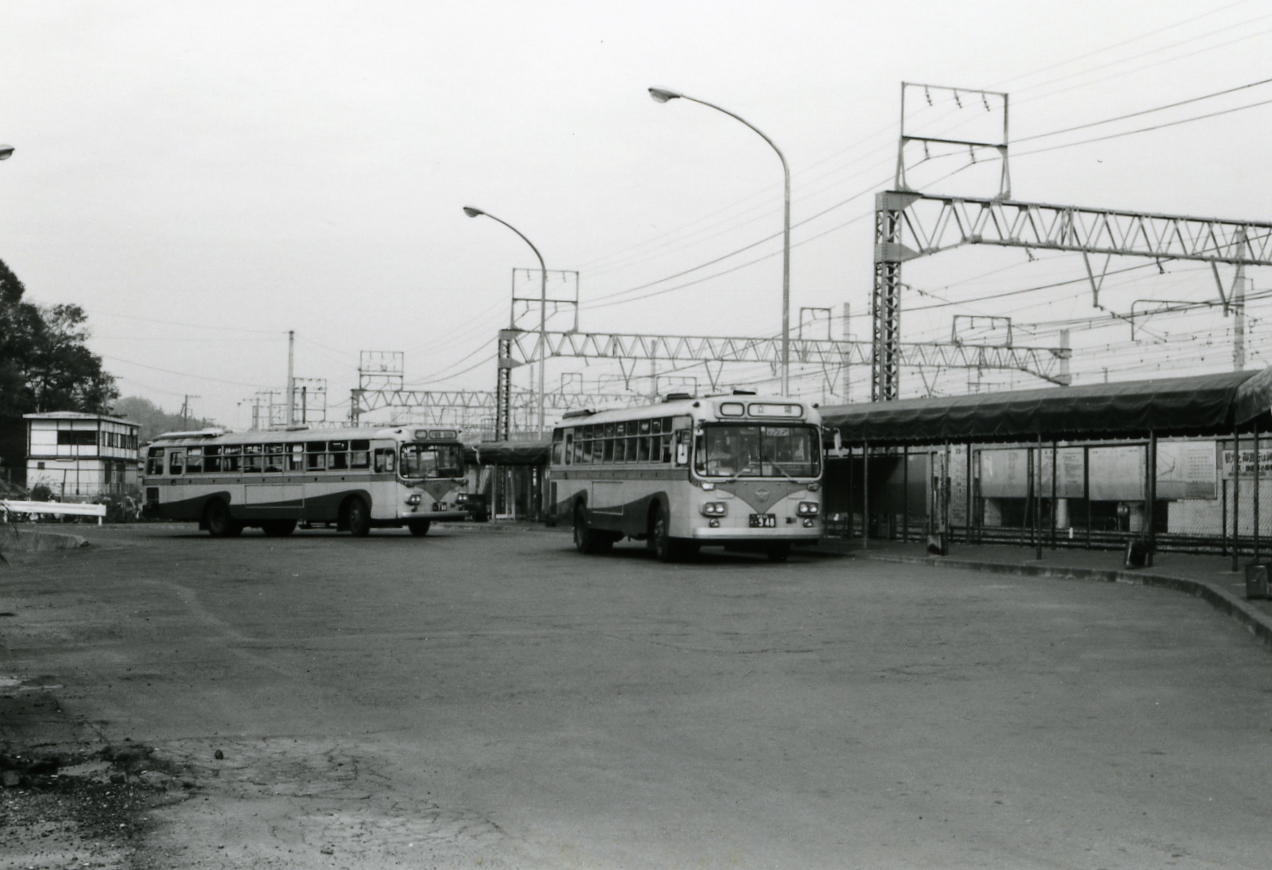
旧・戸塚駅西口第2バスセンター

交通広場としての名称は、『戸塚西口バスセンター』である。神奈川中央交通戸塚営業所管内の中心拠点であり、戸塚駅以西の地域の交通結節点である。バスセンターは国道1号沿いに設置されているため、東口や戸塚駅の改札口から向かうには、西口のトツカーナビル内の通路（約100メートル）を通り抜ける必要がある。
旧・戸塚バスセンターは戸塚郵便局の向かいにあり、バスセンターを出入りするバスと国道1号交差点を通過する自動車、横断歩道を渡る歩行者が交錯したため、バス誘導員が配置されていた。また敷地が狭いため、プラットホームに二重駐車して乗客を降車させたり、バス待ちの行列が隣の道路まで伸びたり、到着・出発待ちのバスが集中して国道1号を塞ぐこともあった。そこで西口の再開発を機に、北側の第1交通広場にバスセンターを移設した。また付近の道路混雑を軽減するため、バスはバスセンターを一旦通り過ぎ、JR戸塚駅舎の横にある戸塚駅西口バス停に停車したあと、北側に回ってバスセンターに進入する設計になっている。一方、バスセンター発のバスはバスセンターの南側から交差点に出るため、戸塚駅西口バス停を経由しない。
| のりば | 運行事業者           | 系統・行先                                                                                           |
| ------ | -------------------- | --- |
| 1      | 神奈川中央交通       | 戸81：藤沢駅北口                                                                                     |
| 1      | 京成バス千葉イースト | 空港連絡：成田空港                                                                                   |
| 2      | 神奈川中央交通       | - 戸50・戸51：ドリームハイツ - 戸52・戸55：俣野公園・横浜薬大前 - 戸56：横浜医療センター             |
| 4      | 神奈川中央交通       | - 戸12・戸39：弥生台駅 - 戸13：上飯田車庫 - 戸16・戸17・戸19：三ツ境駅 - 戸18：下岡津                |
| 5      | 神奈川中央交通       | - 戸53：汲沢団地 - 戸79：弥生台駅                                                                    |
| 6      | 神奈川中央交通       | - 戸61：上飯田車庫 - 戸64：いちょう団地                                                              |
| 7      | 神奈川中央交通       | - 戸71・戸72：大船駅西口 - 戸75：金井高校 - 戸77：ヒルズ南戸塚 - 戸93：戸塚台循環 - 戸95：戸塚台中央 |
| 8      | 神奈川中央交通       | 戸60：立場ターミナル                                                                                 |

戸塚駅西口（降車専用）
2011年9月20日に都市計画道路の戸塚駅前線（横浜市道戸塚第519号線、バスセンター前交差点 - 戸塚大踏切デッキ直下）開通と共に新設されたバス停。JR戸塚駅駅舎のすぐ隣にある。1963年4月まではこの場所に神奈川中央交通戸塚営業所があった。前述の通り戸塚バスセンター発のバスは、当バス停は経由しない。また、当バス停は降車専用である。
戸塚駅
交通広場としての名称は、『戸塚西口第2バスセンター』である。JR戸塚駅橋上改札口で西口の階段から、北に約170メートルの場所に設置されている。
| のりば | 運行事業者     | 系統・行先 |
| ------ | -------------- | --- |
| 1      | 神奈川中央交通 | - 戸90：上矢部循環 - 戸91・戸99：上矢部高校 - 戸96・戸97：ラムーナ横浜戸塚 - 戸98：上矢部・ラムーナ横浜戸塚循環 |

矢沢
戸塚バスセンター行きのバス停は、戸塚バスセンターの向かい側、サクラス戸塚の南側にある。戸塚バスセンター行のバスの乗客は、混雑する時間帯は乗り換え時間短縮のために当バス停で下車し、バス停そばのスロープから戸塚バスセンター上空のペデストリアンデッキを通って戸塚バスセンター・戸塚駅に移動する者も多い。かつては横浜新道に近い場所（西に約210メートル。反対車線の矢沢バス停と同じ場所。）に設置されていたが、戸塚バスセンター移設に伴いバスセンター前交差点周辺の交通渋滞緩和のため、現在地に移転した。
- 神奈川中央交通
  - 戸53・戸58・戸61・戸64・戸79：戸塚バスセンター

## 地名の由来
当駅の近くに富塚八幡宮があり、富塚→戸塚に変わったとされている。

## その他
- ポケモンスタンプラリーのポケモンスタンプが2005年から2009年まで設置されていた。

## 隣の駅
東日本旅客鉄道（JR東日本）
 東海道線
■普通
横浜駅 (JT 05) - 戸塚駅 (JT 06) - 大船駅 (JT 07)
 横須賀線（東京駅 - 大船駅間は東海道本線）
- 特急「成田エクスプレス」停車駅

■普通
東戸塚駅 (JO 11) - 戸塚駅 (JO 10) - 大船駅 (JO 09)
 湘南新宿ライン
■特別快速・■快速（いずれも高崎線 - 東海道線直通）
横浜駅 (JS 13) - 戸塚駅 (JS 10) - 大船駅 (JS 09)
■普通（宇都宮線 - 横須賀線直通）
東戸塚駅 (JS 11) - 戸塚駅 (JS 10) - 大船駅 (JS 09)
横浜市営地下鉄
 ブルーライン（1号線）
■快速
踊場駅 (B05) -  戸塚駅 (B06) - 上永谷駅 (B09)
■普通
踊場駅 (B05) -  戸塚駅 (B06) - 舞岡駅 (B07)

### 記事本文